# Laudato si'
Loué sois-tu
Laudato si' (italien central médiéval pour « Loué sois-tu ») est la seconde encyclique du pape François.
Ayant pour sous-titre « sur la sauvegarde de la maison commune », elle est consacrée aux questions environnementales et sociales, à l'écologie intégrale, et de façon générale à la sauvegarde de la Création. En effet, dans cette encyclique, le pape critique le consumérisme et le développement irresponsable tout en dénonçant la dégradation environnementale et le réchauffement climatique provoqué par l'activité humaine. Le texte s'appuie sur une vision systémique du monde et appelle le lecteur à repenser les interactions entre l'être humain, la société et l'environnement. Cette encyclique « s'ajoute au magistère social de l’Église » en ce qui concerne l'écologie et le réactualise. Le pape François l'adresse « à toutes les personnes de bonne volonté » (LS 62), mais également « à chaque personne qui habite cette planète » (LS 3), les appelant à passer à l'action rapidement et globalement. Il rappelle que, pour éviter une guerre, saint Jean XXIII avait adressé l'encyclique Pacem in Terris afin de transmettre une proposition de paix « aux fidèles de l’univers » tout entier, « ainsi qu’à tous les hommes de bonne volonté » (LS 3). 
Il s'agit de la première encyclique entièrement rédigée par le pape François ; la précédente, Lumen fidei, qu'il avait signée en juillet 2013, quatre mois après son élection, avait été rédigée essentiellement par son prédécesseur Benoît XVI. Laudato si’ est datée du 24 mai 2015 et publiée le 18 juin 2015 par le Vatican en huit langues. Selon le CERAS, il s'agit sans doute du document magistériel le plus important depuis le concile Vatican II (1962-1965).
Le pape François a publié le 4 octobre 2023, jour de la fête de saint François d'Assise, une suite de cette encyclique : l'exhortation apostolique Laudate Deum, adressée également « à toutes les personnes de bonne volonté », et portant plus particulièrement « sur la crise climatique ». 

## Préparation
Évoquée dès 2013, cette encyclique s'appuie sur les travaux du Conseil pontifical Justice et Paix. Selon le cardinal Peter Turkson, qui préside ce Conseil, l'encyclique précise la vision chrétienne de l'écologie, en s'appuyant sur la notion d'« écologie globale » pour souligner l'importance d'une vision intégrée des différentes facettes de la question écologique : environnement, développement et écologie humaine.

## Titre
Le titre de l'encyclique déroge à l'usage courant ; il ne s'agit pas des deux premiers mots de l'encyclique en latin, mais en dialecte ombrien, car il s'agit d'une formule extraite du Cantique des créatures de François d’Assise.

Le pape François avait expliqué peu après son élection que le choix de son nom de pape avait été inspiré par ce saint, modèle de pauvreté volontaire et de respect de la Création : 

« François d’Assise, c’est pour moi l’homme de la pauvreté, l’homme de la paix, l’homme qui aime et préserve la Création ; en ce moment nous avons aussi avec la Création une relation qui n’est pas très bonne, non ? »

## Contenu
L'encyclique est divisée en 246 paragraphes répartis en une introduction et six chapitres. Elle commence par un tour d'horizon sur les problèmes rencontrés sur la planète, tant au niveau du climat, que de la pollution, de la surexploitation des ressources naturelles, de la perte de biodiversité et la dégradation sociale, de la qualité de vie humaine et des inégalités planétaires. Puis, le pape aborde le message biblique lié à l'environnement, en parcourant différents textes de l'Évangile pour en tirer un enseignement et une ligne directrice d'action pour l'humanité.
Dans le troisième chapitre, le pape étudie longuement les racines humaines de la crise écologique, à travers le paradigme technocratique dominant, et ses conséquences sur l'économie comme sur la vie sociale. Puis, il décrit les dimensions humaines et sociales d’une écologie intégrale. Il poursuit par un chapitre contenant quelques lignes d'orientation et d'action pouvant aider à sortir de la spirale d’autodestruction dans laquelle « nous nous enfonçons », et termine par un chapitre sur l'éducation et la spiritualité écologiques, explicitant un grand défi culturel, spirituel et éducatif.
Cette encyclique comporte 172 références bibliographiques dont 48 sur des encycliques ou exhortations apostoliques précédentes, 47 sur des discours et catéchèses des prédécesseurs du pape François. Ce document s'appuie également sur les travaux et déclarations des conférences épiscopales de tous les continents (19 références). Il cite aussi le Patriarche Bartholomée, Paul Ricœur, et 8 fois le livre La fin des temps modernes de Romano Guardini.

### Introduction

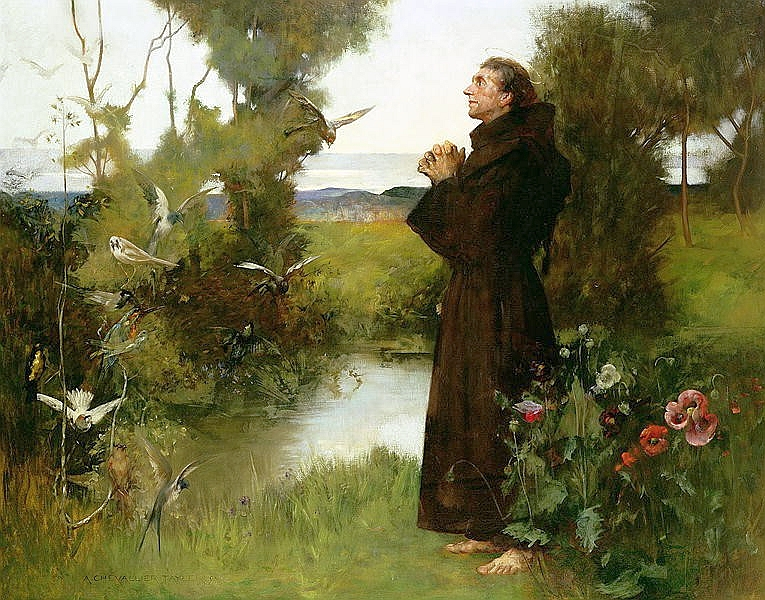
Saint François, 1898, par Albert Chevallier Tayler.

Dans l'introduction (§ 1 à 16), le pape rappelle les enseignements de ses prédécesseurs.
Le pape François rappelle que, quand le monde vacillait au bord d’une crise nucléaire, le pape saint Jean XXIII a écrit une encyclique dans laquelle il ne se contentait pas de rejeter une guerre, mais a voulu transmettre une proposition de paix. Il a adressé son message Pacem in terris « aux fidèles de l’univers » tout entier, mais il ajoutait « ainsi qu’à tous les hommes de bonne volonté (LS 3).
François rappelle les enseignements de Paul VI, Jean-Paul II, Benoît XVI sur la question du rapport de l'humanité à la Création mais il s'appuie également sur les travaux du patriarche de Constantinople Bartholomée Ier et se réfère à saint François. Le pape termine cette introduction par un appel personnel à « la recherche d'un développement durable et intégral », rappelant que « nous avons besoin d'une conversion qui nous unisse tous ». Il remercie tous ceux (chrétiens ou non) qui « travaillent pour assurer la sauvegarde de la maison que nous partageons ». Enfin, il conclut par une brève présentation des chapitres qui vont suivre.
Dès l'introduction, le pape indique que la « crise écologique est une conséquence dramatique de l'activité sans contrôle de l'être humain » et que « par une exploitation inconsidérée de la nature, l'être humain risque de la détruire et d'être à son tour la victime de cette dégradation ». Il pointe du doigt « l'urgence et la nécessité d'un changement presque radical dans le comportement de l'humanité » car, selon lui, sans un « authentique progrès social et moral », la croissance économique et les progrès techniques les plus prodigieux se retournent finalement contre l'homme. Il appelle l'humanité à une « conversion écologique », « une écologie humaine authentique », à « une écologie intégrale », à « éliminer les causes structurelles des dysfonctionnements de l'économie mondiale et à corriger les modèles de croissance qui semblent incapables de garantir le respect de l'environnement ». Le pape place même une limite : « le gaspillage des ressources de la Création commence là où nous ne reconnaissons plus aucune instance au-dessus de nous, mais ne voyons plus que nous-mêmes ». Il propose de ne pas se contenter seulement de solutions techniques (qui ne s'attaqueraient qu'aux symptômes), mais appelle à un changement (de l'humain). Il propose de passer « de l’avidité à la générosité, du gaspillage à la capacité de partager, dans une ascèse qui signifie apprendre à donner, et non simplement à renoncer. […] C’est la libération de la peur, de l’avidité, de la dépendance ».
Le pape termine cette introduction par un message à tous les hommes de bonne volonté, croyants et non croyants : « le monde est plus qu’un problème à résoudre, il est un mystère joyeux que nous contemplons dans la joie et dans la louange », « Nous avons besoin d’une conversion qui nous unisse tous », « Il nous faut une nouvelle solidarité universelle […] les talents et l’implication de tous sont nécessaires pour réparer les dommages causés par les abus humains à l'encontre de la création de Dieu ».

### Chapitre1er: Ce qui se passe dans notre maison
Dans ce premier chapitre (§ 17 à 61), le pape dresse un tableau des maux dont souffre la terre. Il souligne en préambule que si « le changement est quelque chose de désirable, [celui-ci] devient préoccupant quand il en vient à détériorer le monde et la qualité de vie d’une grande partie de l’humanité. » Il ajoute : « après un temps de confiance irrationnelle dans le progrès et dans la capacité humaine, une partie de la société est en train d’entrer dans une phase de plus grande prise de conscience ».

#### Pollution et changement climatique

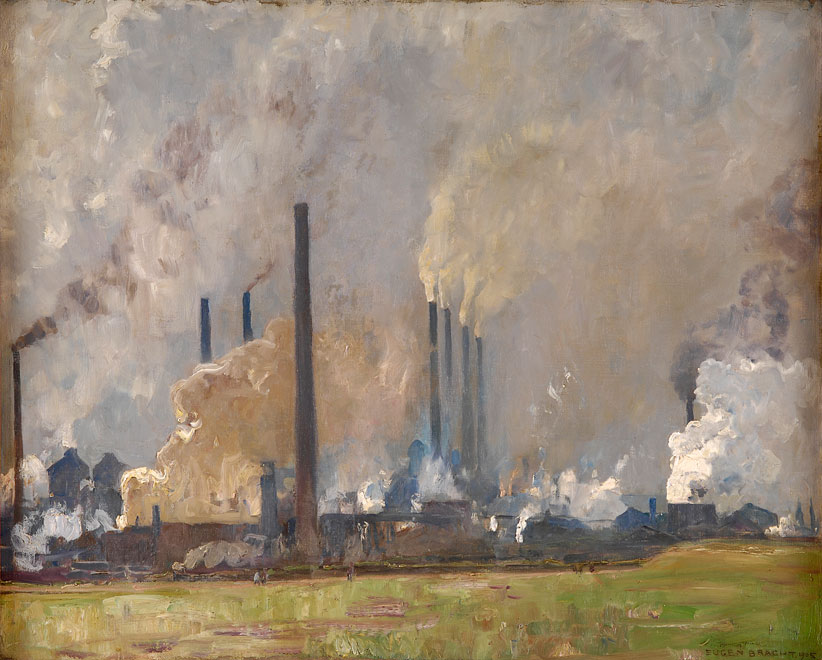
Aciérie de Hoesch du nord, 1905 (Eugen Bracht).

Comparant notre modèle économique à la nature qui recycle tous ces éléments pour nourrir chaque niveau de la chaîne alimentaire, le pape dénonce une « culture du déchet » dans une société où « les choses sont vite transformées en ordures » tout en excluant les personnes. Il invite les hommes à modérer leur consommation, réutiliser et recycler les objets. Il met en garde également contre la prétention de la technologie (liée aux secteurs financiers) de se considérer comme l’unique solution aux problèmes, alors qu'ordinairement incapable de voir le mystère des multiples relations qui existent entre les choses, elle « résout parfois un problème en en créant un autre ».
Il souligne que « le climat est un bien commun, de tous et pour tous », avant d'insister sur le « consensus scientifique très solide qui indique que nous sommes en présence d’un réchauffement préoccupant du système climatique ». Il ajoute que l'« humanité est appelée à prendre conscience de la nécessité de réaliser des changements de style de vie, de production et de consommation, pour combattre ce réchauffement ou, tout au moins, les causes humaines qui le provoquent ou l’accentuent ». Il insiste sur le fait que le changement climatique « constitue l’un des principaux défis actuels pour l’humanité », et va affecter en premier lieu les populations les plus pauvres, les plus fragiles, qui ne pourront pas se protéger de ses conséquences. Il ajoute que « L’augmentation du nombre de migrants fuyant la misère, accrue par la dégradation environnementale, est tragique ». Face à ce drame, il relève que le manque de réactions de la population indique (chez nos concitoyens) une perte du sens des responsabilités à l’égard de nos semblables, alors que ce point est le fondement de toute société civile. Il conclut ce chapitre en indiquant que les effets du changement climatique ne diminueront pas si nous ne changeons pas le modèle actuel de production et de consommation.

#### La question de l'eau
Le pape commence par souligner le gaspillage des ressources naturelles : « l’habitude de dépenser et de jeter atteint des niveaux inédits » tout en rappelant un consensus « nous sommes bien conscients de l’impossibilité de maintenir le niveau actuel de consommation des pays les plus développés ». Cette problématique s'applique également pour l'eau et sur des périodes de tension ou de pénurie il s'alarme que le partage de l'eau « n’est pas toujours géré de façon équitable et impartiale aux moments critiques ». Il rappelle la situation de l'Afrique ou une part importante de la population n'a pas accès à l'eau potable, quand elle n'en manque pas carrément.
Le pape s'alarme de la « qualité de l’eau disponible pour les pauvres, qui provoque beaucoup de morts tous les jours », tout en mettant en garde contre la tentation de « privatiser cette ressource limitée, transformée en marchandise sujette aux lois du marché ». Il ajoute : « en réalité, l’accès à l’eau potable et sûre est un droit humain primordial, fondamental et universel, parce qu’il détermine la survie des personnes, et par conséquent il est une condition pour l’exercice des autres droits humains ».
Enfin il conclut que les impacts de la pénurie d'eau « pourraient affecter des milliers de millions de personnes, et il est prévisible que le contrôle de l’eau par de grandes entreprises mondiales deviendra l’une des principales sources de conflits de ce siècle ».

#### La perte de biodiversité

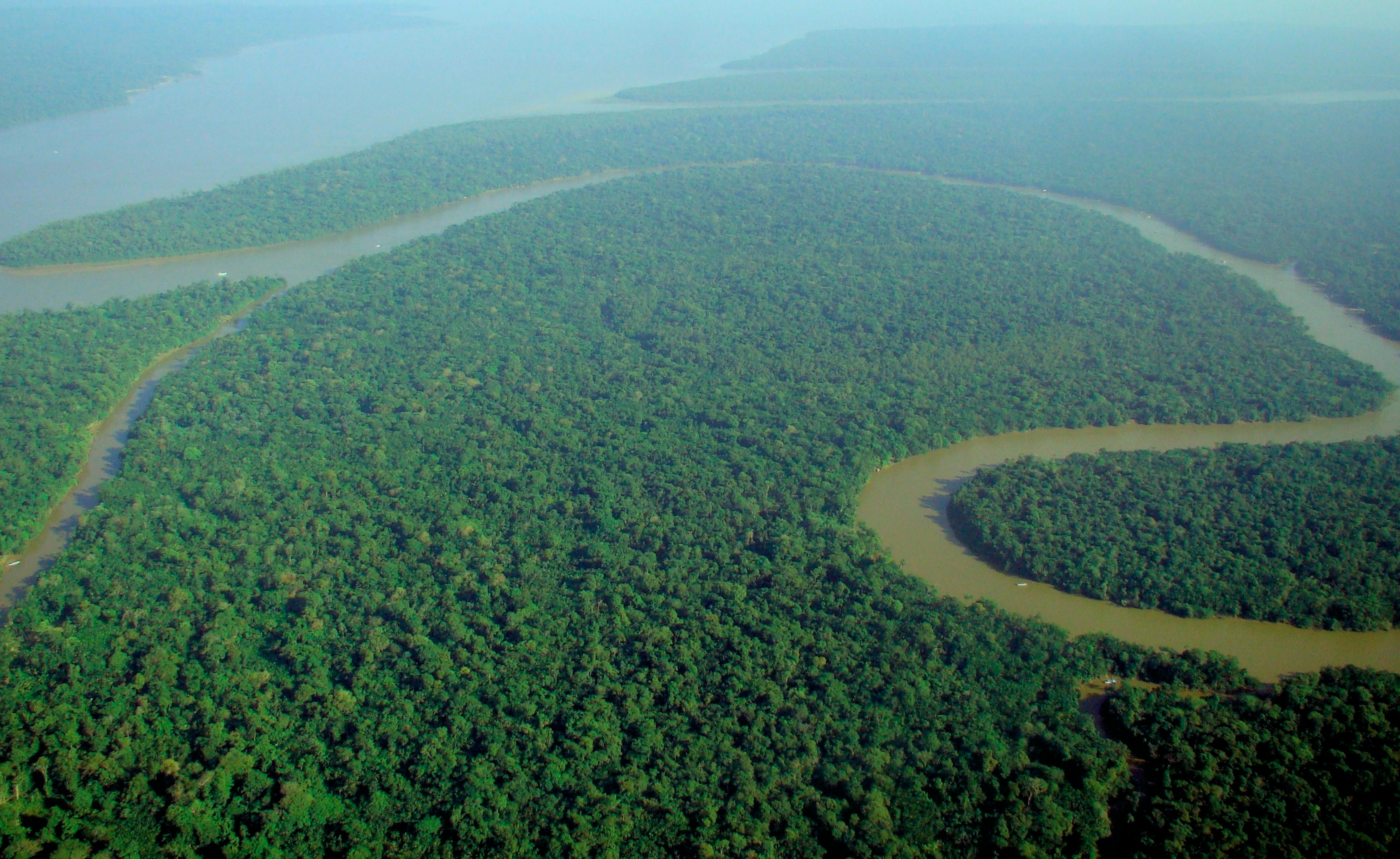
La forêt amazonienne, l'un des plus vastes réservoirs de biodiversité sur Terre.

Faisant le tour des pertes de la biodiversité terrestre tant par la déforestation, l'exploitation intensive des sols, les pollutions industrielles terminant dans la mer et y détruisant la vie, ou simplement la surexploitation de la pêche, le pape souligne que notre Terre est l'« objet de déprédation à cause de la conception de l’économie ainsi que de l’activité commerciale et productive fondées sur l’immédiateté ».
Face à certaines dégradations commises par l'activité humaine, le pape rappelle que les tentatives humaines de réparer les catastrophes
« crée en général un cercle vicieux […] bien des fois, aggrave encore plus la situation ». Il cite en exemple la disparition des insectes et oiseaux du fait des pollutions des agro-toxiques créés par la technologie, qui demandent à « être remplacée par une autre intervention technologique qui produira probablement d’autres effets nocifs ». Il met en garde contre les efforts des scientifiques et des techniciens, qui essayant d’apporter des solutions aux problèmes créés par l’être humain, sont en fait au service des finances et du consumérisme : « alors que notre Terre devient en réalité moins riche et moins belle, toujours plus limitée et plus grise, tandis que le développement de la technologie et des offres de consommation continue de progresser sans limite ».
Soulignant le défaut d'analyse et d'étude d'impact global sur l'environnement lors de la réalisation d'infrastructures (routes, autoroute coupant les voies de circulation des animaux, de migration), de même que l'exploitation à grande échelle d'une espèce provoquant des déséquilibres dans la chaine alimentaire, le pape constate que « la sauvegarde des écosystèmes suppose un regard qui aille au-delà de l’immédiat, car lorsqu’on cherche seulement un rendement économique rapide et facile, leur préservation n’intéresse réellement personne. Mais le coût des dommages occasionnés par la négligence égoïste est beaucoup plus élevé que le bénéfice économique qui peut en être obtenu ».
C'est pourquoi il condamne ceux qui « prétendent obtenir d’importants bénéfices en faisant payer au reste de l’humanité, présente et future, les coûts très élevés de la dégradation de l’environnement ».
Si le pape salue le travail des organismes internationaux et des organisations de la société civile qui sensibilisent les populations et œuvrent pour la préservation de l'environnement, il met en garde contre la tentation de déposséder les gouvernements de « leur devoir de préserver l’environnement ainsi que les ressources naturelles de son pays » par une internationalisation de certaines ressources. Le pape affirme : « des propositions d’internationalisation de l’Amazonie, qui servent uniquement des intérêts économiques des corporations transnationales ».

#### Détérioration de la qualité de vie humaine et dégradation sociale

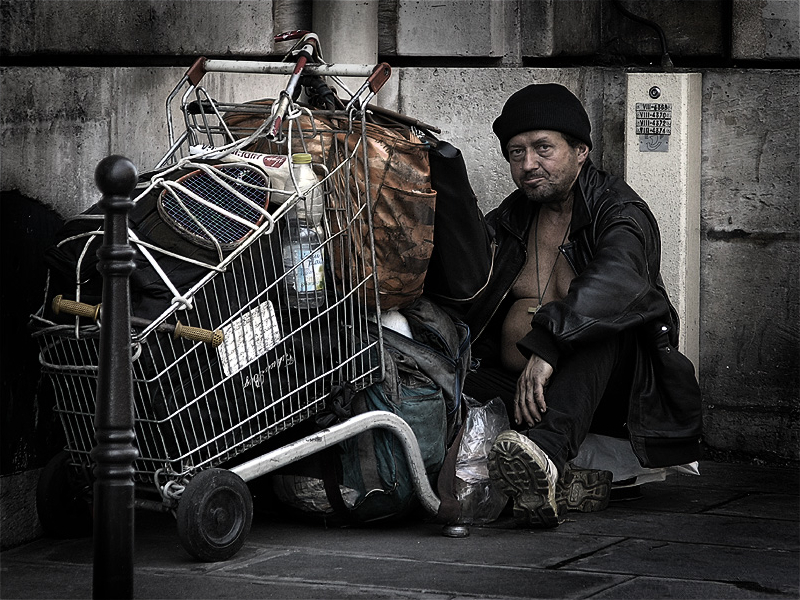
Un sans-abri dans les rues de Paris.

Le pape fait un lien entre « les effets de la dégradation de l’environnement, du modèle actuel de développement et de la culture du déchet, sur la vie des personnes ». Il rappelle que le développement urbain de beaucoup de villes a été fait sans réflexion de fond, du coup « ces grandes structures sont inefficaces, consomment énergie et eau en excès et même sur certains quartiers construits récemment, ceux-ci sont congestionnés et désordonnés, sans espaces verts suffisants ». Il note que la privatisation des espaces, en campagne comme en ville, rend difficile l’accès des citoyens à des zones particulièrement belles. Et certaines urbanisations « écologiques » sont construites seulement au service de quelques-uns, en évitant que d'autres y entrent pour perturber une tranquillité artificielle. Le pape ajoute « parmi les composantes sociales du changement global figurent les effets de certaines innovations technologiques sur le travail, l’exclusion sociale, l’inégalité dans la disponibilité et la consommation d’énergie et d’autres services, la fragmentation sociale ». Il conclut : « ce sont des signes, parmi d’autres, qui montrent que la croissance de ces deux derniers siècles n’a pas signifié sous tous ses aspects un vrai progrès intégral ni une amélioration de la qualité de vie ».
À ces pollutions du cadre de vie, le pape souligne « les dynamiques des moyens de communication sociale et du monde digital, qui, en devenant omniprésentes, ne favorisent pas le développement d’une capacité de vivre avec sagesse, de penser en profondeur, d’aimer avec générosité ». Il rappelle que « la vraie sagesse est le fruit de la réflexion, du dialogue et de la rencontre généreuse entre les personnes, ne s’obtient pas par une pure accumulation de données qui finissent par saturer et obnubiler, comme une espèce de pollution mentale ». Il souligne que si les moyens actuels nous « permettent de communiquer et de partager des connaissances et des sentiments, ils nous empêchent aussi parfois d’entrer en contact direct avec la détresse, l’inquiétude, la joie de l’autre et avec la complexité de son expérience personnelle ». C’est pourquoi nous dit-il, nous ne devons pas nous étonner que malgré tous ces outils, il se développe une insatisfaction profonde et mélancolique dans les relations interpersonnelles, ou carrément un isolement dommageable.

#### Inégalité planétaire

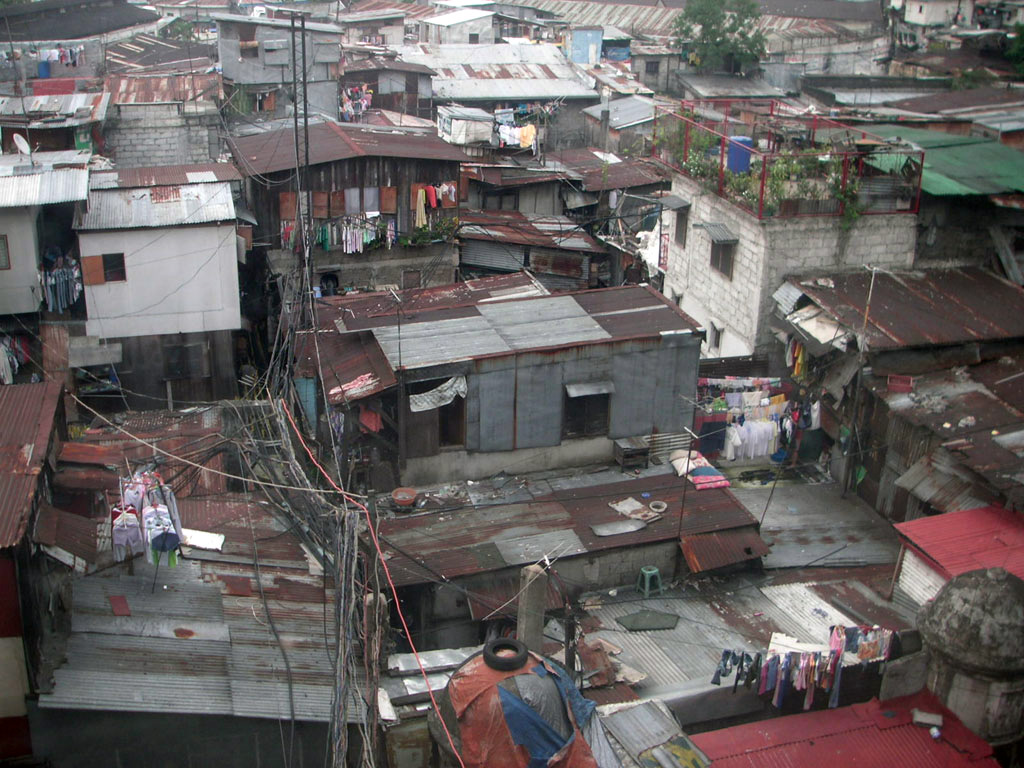
Bidonville à Manille aux Philippines.

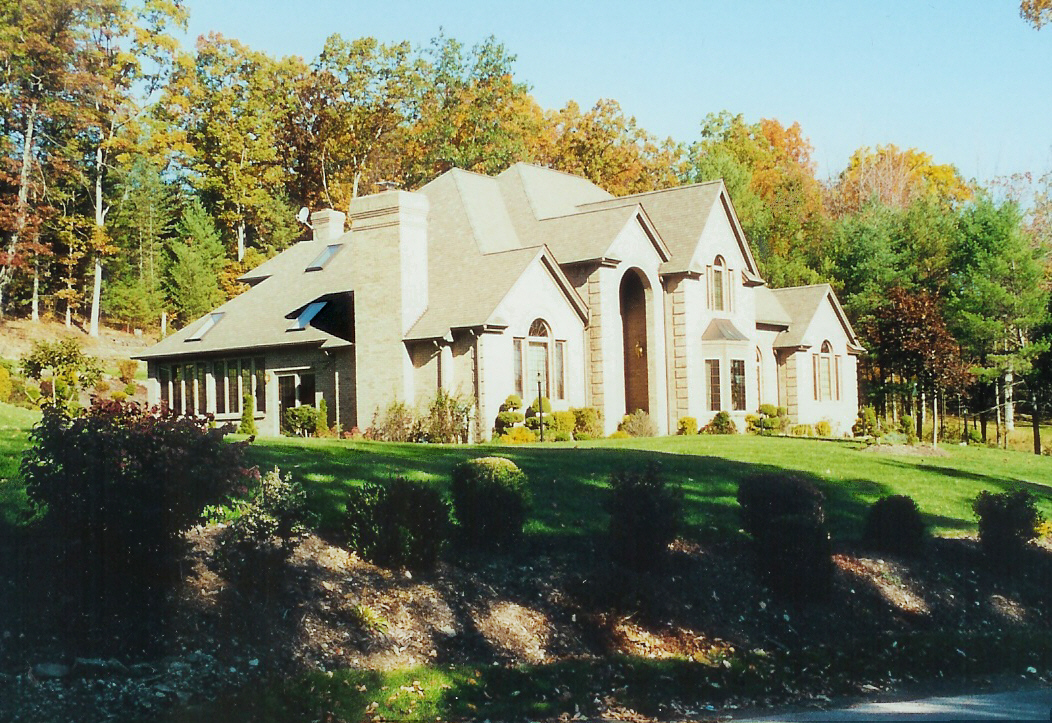
Maison récente, État de New-York États-Unis.

Le pape souligne le parallèle entre la dégradation de l’environnement humain et de l’environnement naturel (impact environnemental), il souligne que la lutte contre la dégradation de l'environnement ne pourra être efficace sans une prise en compte (et la lutte contre) les causes de la dégradation humaine et sociale. Il rappelle que ce sont les pauvres qui souffrent le plus des atteintes et agressions à l'environnement : « l’impact des dérèglements actuels se manifeste aussi à travers la mort prématurée de beaucoup de pauvres, dans les conflits générés par le manque de ressources ».
Le pape déplore que les élites et les politiques présents dans les débats politiques et économiques internationaux considèrent « comme un pur dommage collatéral » les dommages subis par des milliers de millions de personnes pauvres. Il reproche à ces professionnels d'être sans contact direct avec les problèmes des exclus, voire à « tranquilliser leur conscience et occulter une partie de la réalité par des analyses biaisées ». Pour le pape, « une vraie approche écologique se transforme toujours en une approche sociale, qui doit intégrer la justice dans les discussions sur l’environnement, pour écouter tant la clameur de la terre que la clameur des pauvres ». Enfin il critique certaines personnes qui « au lieu de résoudre les problèmes des pauvres et de penser à un monde différent, se contentent seulement de proposer une réduction de la natalité. ». Il affirme « que la croissance démographique est pleinement compatible avec un développement intégral et solidaire. Accuser l’augmentation de la population et non le consumérisme extrême et sélectif de certains est une façon de ne pas affronter les problèmes ». Condamnant le gaspillage alimentaire (estimé à un tiers de la production), il affirme que « jeter de la nourriture, c’est comme si l’on volait la nourriture à la table du pauvre ».
Le pape indique que les déséquilibres commerciaux entre les pays du Nord et ceux du Sud ont créé une vraie « dette écologique ». Cette dette est également liée à l’utilisation disproportionnée des ressources naturelles (dont l'énergie) par certains pays. Il précise que le réchauffement (causé par la consommation massive de charbon-pétrole-gaz) « a des répercussions sur les régions les plus pauvres de la terre, spécialement en Afrique, où l’augmentation de la température jointe à la sécheresse fait des ravages au détriment du rendement des cultures ». Il accuse également certaines multinationales qui dégradent fortement l'environnement dans les pays pauvres : lorsqu'elles cessent leurs activités et se retirent de ces pays, « elles laissent de grands passifs humains et environnementaux tels que le chômage, des populations sans vie, l’épuisement de certaines réserves naturelles, la déforestation, l’appauvrissement de l’agriculture, des fleuves contaminés, … » Il résume en disant qu'elles « font (dans ces pays) ce qu’on ne leur permet pas dans des pays développés ». Le pape accuse également le système financier mondial : « la dette extérieure des pays pauvres s’est transformée en un instrument de contrôle ». Il condamne également l'accaparement des (riches) terres des pays pauvres où la population n'a pas accès à la propriété des terres et aux ressources nécessaires pour satisfaire leurs besoins vitaux du fait d'un « système de relations commerciales et de propriété structurellement pervers ». Il demande aux pays riches de contribuer à solder leur dette écologique « en limitant de manière significative la consommation de l’énergie non renouvelable et en apportant des ressources aux pays qui ont le plus de besoins ». Appelant à prendre conscience « que nous sommes une seule famille humaine », le pape invite à se concentrer « spécialement sur les besoins des pauvres, des faibles et des vulnérables », tout en regrettant que le débat écologique soit « souvent dominé par les intérêts les plus puissants ».

#### La faiblesse des réactions

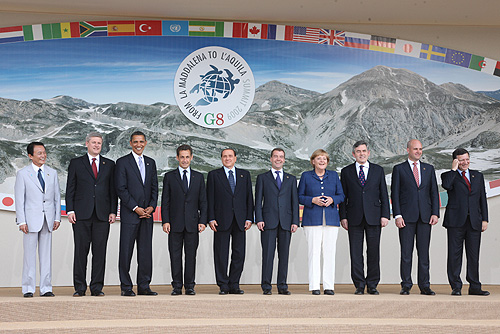
Dirigeants du G8 au de 2009.

Le pape appelle à la création d'un « système normatif qui implique des limites infranchissables et assure la protection des écosystèmes », avant que les dérives du paradigme techno-économique ne finissent par tuer la politique mais aussi la liberté et la justice. Il souligne la faiblesse de la réponse politique dans les Sommets mondiaux sur l'environnement, signe pour lui de la soumission de la politique à la technologie et à la finance. Il ajoute que le « bien commun » est écrasé par des intérêts particuliers et par l'intérêt économique qui vont jusqu'à manipuler l'information. Avec les évêques latino-américains, il réclame que « dans les interventions sur les ressources naturelles ne prédominent pas les intérêts des groupes économiques qui ravagent déraisonnablement les sources de la vie ».
Au lieu de modifier et réduire nos habitudes nuisibles de consommation, nous les amplifions, le pape souligne-t-il, donnant l'exemple de l'utilisation des climatiseurs. Le pape parle d'un comportement qui semble suicidaire (pour notre société). Il reproche aux pouvoirs économiques, pour qui les intérêts du marché sont divinisés et transformés en règle absolue, de continuer à justifier le système mondial actuel, faisant primer la spéculation et la recherche de revenu financier en ignorant tout contexte, ainsi que les effets sur la dignité humaine et sur l’environnement. Ce qui confirme pour lui que « la dégradation de l’environnement comme la dégradation humaine et éthique sont intimement liées ».
Le pape met en garde contre le risque de nouvelles guerres, déguisées en de nobles revendications, mais causées par l’épuisement de certaines ressources. Il rappelle que malgré l’interdiction par des accords internationaux de la guerre chimique, bactériologique et biologique, la recherche militaire continue dans les laboratoires et que ces nouvelles armes sont capables d’altérer les équilibres naturels. S'il appelle les politiques à prévenir les causes de ces futurs conflits, il souligne que le « pouvoir lié aux secteurs financiers » est celui qui apporte le plus de résistance à ces démarches politiques.
Le pape rappelle que des exemples positifs de réussites dans les améliorations de l’environnement ont vu le jour dans certains pays. Si ces actions ne résolvent pas les problèmes globaux, elles confirment que l’être humain est encore capable d’intervenir positivement. Il met cependant en garde contre « un certain assoupissement et une joyeuse irresponsabilité » liée à une vision superficielle de l'écologie, alors que celle-ci requiert des décisions courageuses. Il rappelle que ce « comportement évasif nous permet de continuer à maintenir nos styles de vie, de production et de consommation. C’est la manière dont l’être humain s’arrange pour alimenter tous les vices autodestructifs : en essayant de ne pas les voir, en luttant pour ne pas les reconnaître, en retardant les décisions importantes, en agissant comme si de rien n’était. ». Cependant il exprime un grand espoir dans les capacités humaines à lancer une alerte par dégoût de ce qu'on leur impose : « l’être humain est encore capable d’intervenir positivement. Comme il a été créé pour aimer, du milieu de ses limites, jaillissent inévitablement des gestes de générosité, de solidarité et d’attention. » (§58). « Tout n’est pas perdu, parce que les êtres humains, capables de se dégrader à l’extrême, peuvent aussi se surmonter, opter de nouveau pour le bien et se régénérer, au-delà de tous les conditionnements mentaux et sociaux qu’on leur impose. Ils sont capables de se regarder eux-mêmes avec honnêteté, de révéler au grand jour leur propre dégoût et d’initier de nouveaux chemins vers la vraie liberté… (§205) ».

#### Diversité d'opinions
Entre ceux qui « soutiennent à tout prix le mythe du progrès » et affirment que les problèmes écologiques seront résolus grâce à la technique, sans considérations éthiques ni changements de fond, et ceux qui pensent que « l’être humain ne peut être qu’une menace et nuire à l’écosystème mondial », le pape appelle à un dialogue commun, nourri des divers apports afin de dessiner une réponse intégrale. Il estime que « la réflexion devrait identifier de possibles scénarios futurs, parce qu’il n’y a pas une seule issue ». Le pape souligne l'urgence de l'action « à cause de la rapidité des changements et de la dégradation, qui se manifestent tant dans des catastrophes naturelles régionales que dans des crises sociales ou même financières ». Le pape appelle à ouvrir notre champ de vision et ne plus faire d'analyses « ponctuelles » : « les problèmes du monde ne peuvent pas être analysés ni s’expliquer de façon isolée ». Il conclut : c'est parce que l'homme a cessé de penser à la finalité de son action sur Terre que le système mondial n'est plus durable à divers points de vue.

### Chapitre 2: L'évangile de la Création

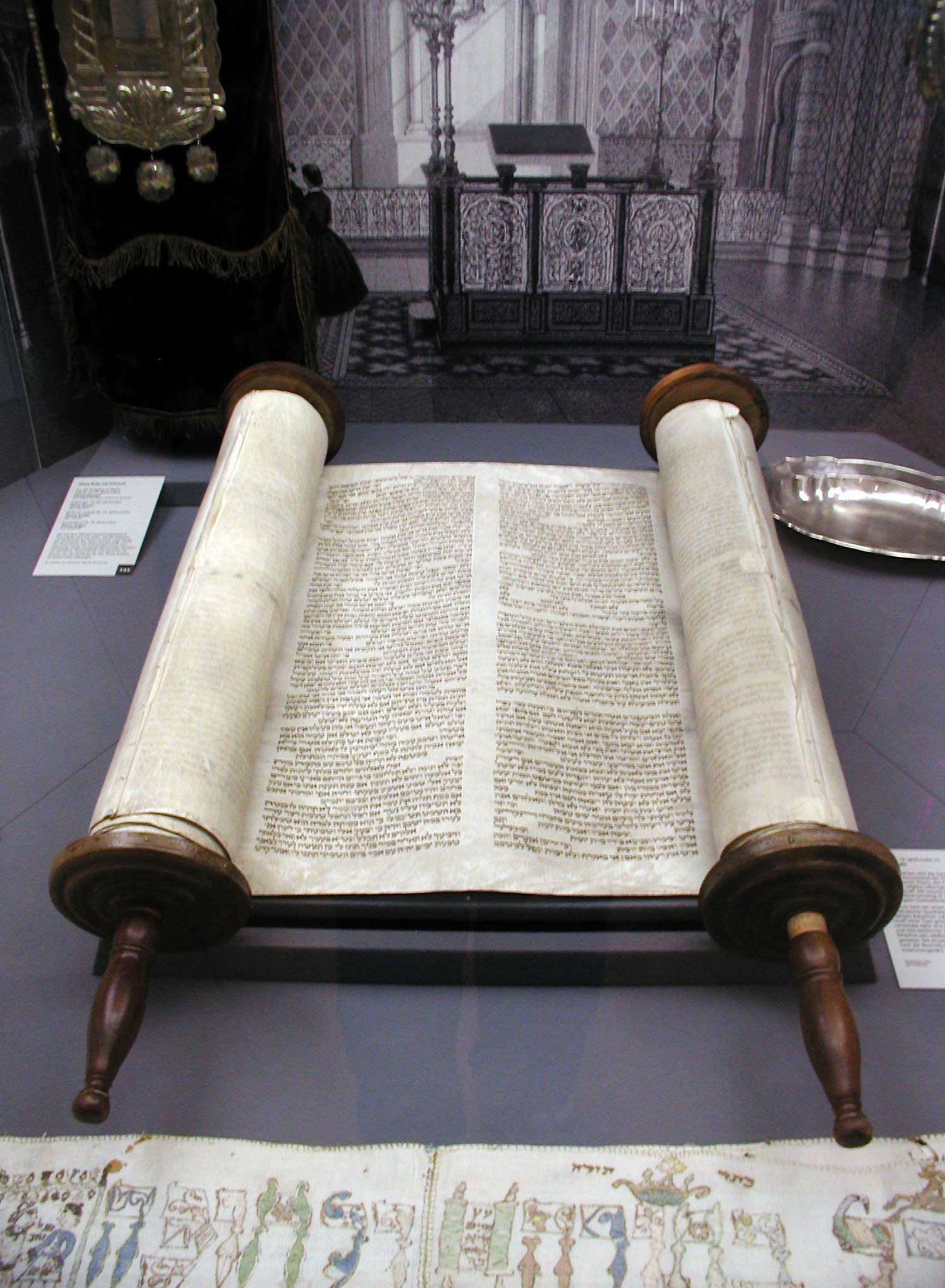
Rouleaux de la Torah, synagogue de Cologne.

Dans ce chapitre (§ 62 à 100), le pape porte le regard de la foi et l'éclairage de l’Écriture sur notre rapport à la Création, afin d'apporter « la richesse que les religions peuvent offrir pour une écologie intégrale et pour un développement plénier de l’humanité ».

#### La lumière qu'offre la foi
Le pape estime que pour « construire une écologie qui nous permette de restaurer tout ce que nous avons détruit », en plus de la science, il est indispensable de faire appel à toutes les formes de sagesse (y compris religieuse), ainsi qu'aux richesses culturelles (telles que l'art, la poésie, la spiritualité). Il rappelle que l'Église catholique a produit plusieurs synthèses entre foi et raison. Il veut montrer comment les convictions de foi des chrétiens leur offrent de grandes motivations pour la protection de la nature et des frères et sœurs les plus fragiles. Même si « cette Encyclique s’ouvre au dialogue avec tous pour chercher ensemble des chemins de libération » il ajoute que « les chrétiens savent que leurs devoirs à l’intérieur de la création et leurs devoirs à l’égard de la nature et du Créateur font partie intégrante de leur foi ».

#### La sagesse des récits bibliques

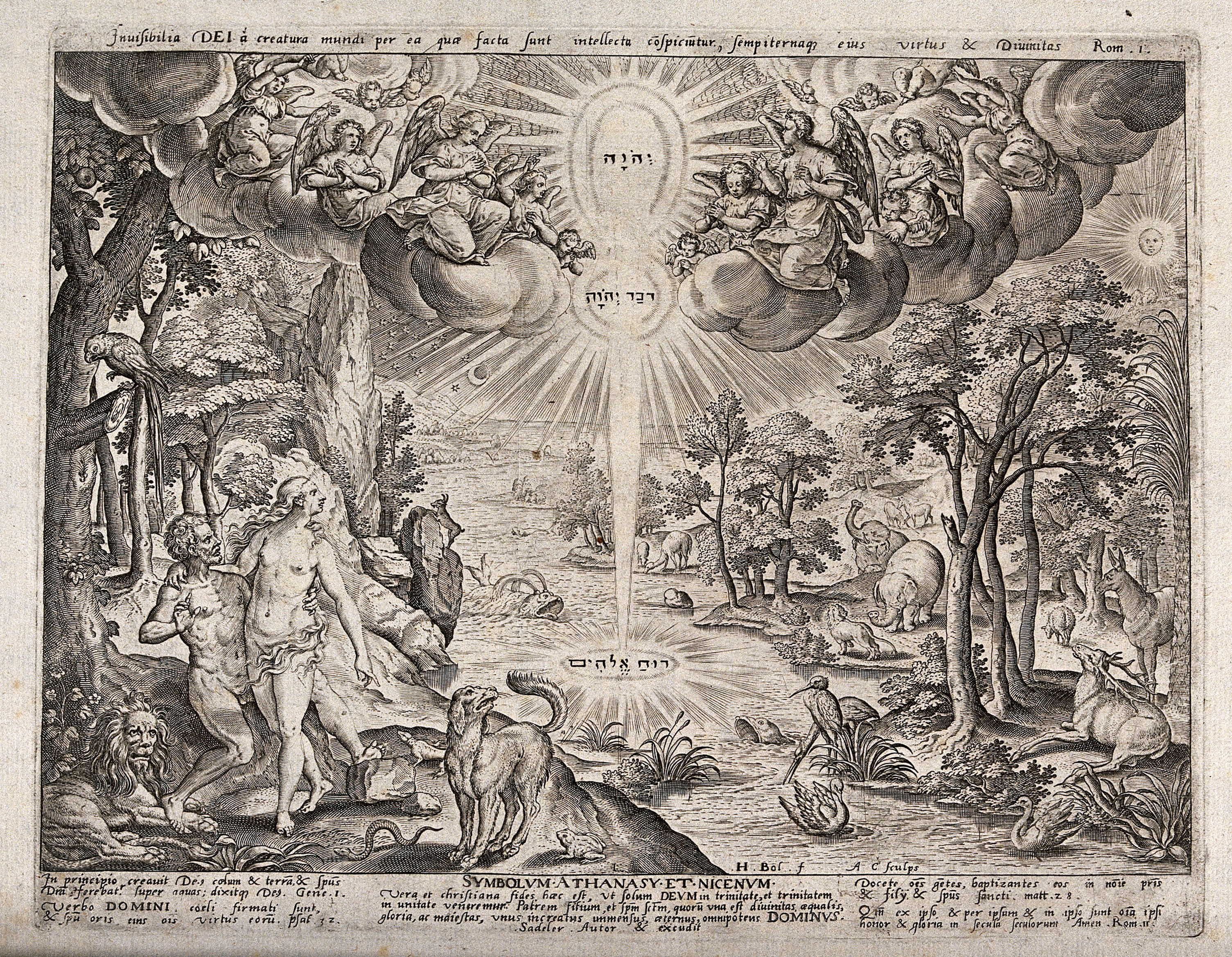
Gravure représentant le Jardin d'Eden.

S'appuyant sur la Bible où il est dit que l'homme est créé à l’image et à la ressemblance de Dieu (Gn 1,26) le pape rappelle la très grande dignité de toute personne humaine, qui « n’est pas seulement quelque chose, mais quelqu’un. [Chacun] est capable de se connaître, de se posséder, et de librement se donner et entrer en communion avec d’autres personnes ». Citant Jean-Paul II il conclut que la dignité infinie de l'homme vient du fait que « chacun de nous est le fruit d’une pensée de Dieu. Chacun de nous est voulu, chacun est aimé, chacun est nécessaire ».
Le pape explique que les récits de la Genèse suggèrent que « l’existence humaine repose sur trois relations fondamentales intimement liées : la relation avec Dieu, avec le prochain et avec la terre ». Mais ces trois relations vitales ont été rompues, tant à l’extérieur, qu'à l’intérieur de nous par le péché : l'homme a prétendu prendre la place de Dieu en refusant de se reconnaître comme une créature limitée. Ainsi, la relation, harmonieuse à l’origine entre l’être humain et la nature, est devenue conflictuelle (Gn 3,17-19). Le pape conclut en disant que « le péché aujourd’hui se manifeste, avec toute sa force de destruction, dans les guerres, sous diverses formes de violence et de maltraitance, dans l’abandon des plus fragiles, dans les agressions contre la nature ».
Le pape reprend le passage biblique du récit de la Genèse où il est dit que l'homme est invité à « dominer la terre » (Gn 1,28). Il indique que l'interprétation correcte de ce passage n'est pas une invitation à une attitude dominatrice et destructrice. En s'appuyant sur d'autres textes bibliques, il précise que la bible nous invite à « cultiver et garder » le jardin du monde (Gn 2,15). Alors que « cultiver » signifie labourer, défricher ou travailler, le terme « garder » signifie protéger, sauvegarder, préserver, soigner, surveiller. Il conclut que « chaque communauté peut prélever de la bonté de la terre ce qui lui est nécessaire pour survivre, mais elle a aussi le devoir de la sauvegarder et de garantir la continuité de sa fertilité pour les générations futures »,.
Poursuivant son exégèse, le pape précise que « l’être humain, doué d’intelligence », doit respecter les lois de la nature et les délicats équilibres entre les êtres de ce monde. L'homme doit également respecter les animaux qui y vivent, voire leur venir en aide (Dt 22,4-6). Ainsi la bible précise : « le repos du septième jour n’est pas proposé seulement à l’être humain, mais aussi les animaux qui y vivent » (« afin que se reposent ton âne et ton bœuf » : Ex 23,12). Le pape résume en disant « nous apercevons ainsi que la Bible ne donne pas lieu à un anthropocentrisme despotique qui se désintéresserait des autres créatures ». Il conclut : « l’homme doit respecter la bonté propre de chaque créature pour éviter un usage désordonné des choses, on pourrait parler de la priorité de l’être sur le fait d’être utile ».

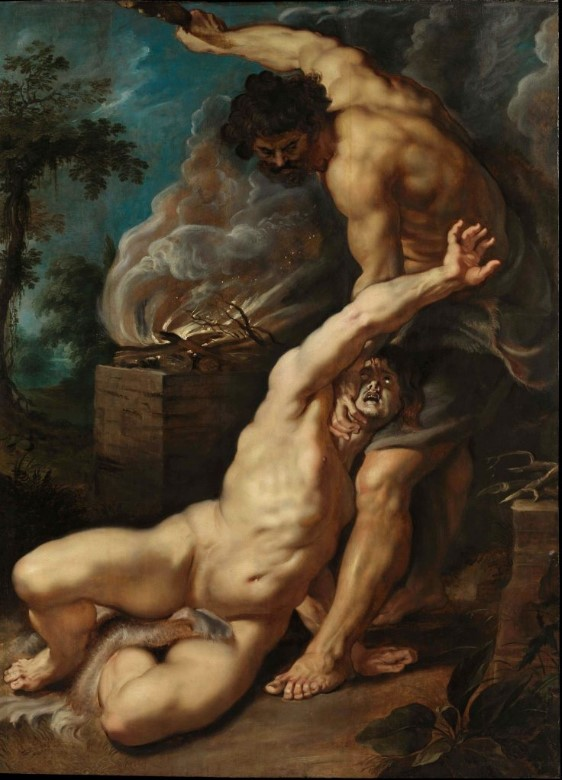
Caïn tuant Abel, par Pierre Paul Rubens.

Réfléchissant sur le récit de Caïn et Abel (Gn 4,3-11), le pape indique que « la négligence dans la charge de cultiver et de garder une relation adéquate avec le voisin, envers lequel j’ai le devoir d’attention et de protection, détruit ma relation intérieure avec moi-même, avec les autres, avec Dieu et avec la terre. Quand toutes ces relations sont négligées, quand la justice n’habite plus la terre, la Bible nous dit que toute la vie est en danger ». Le pape synthétise sa pensée : « tout est lié, et la protection authentique de notre propre vie comme de nos relations avec la nature est inséparable de la fraternité, de la justice ainsi que de la fidélité aux autres ». Méditant sur Noé (Gn 6,6) il indique, dans la bible, la possibilité d’un nouveau commencement : « il suffit d’un être humain bon pour qu’il y ait de l’espérance ! […] la tradition biblique établit clairement que cette réhabilitation implique la redécouverte et le respect des rythmes inscrits dans la nature par la main du Créateur ».
Le pape rappelle que dans la Bible, « le Dieu qui libère et sauve est le même qui a créé l’univers ». Ainsi le croyant est invité, dans les situations d'épreuves à mettre sa confiance et son espérance dans le Dieu tout-puissant. Le pape indique que si Dieu « a pu créer l’univers à partir de rien, il peut aussi intervenir dans ce monde et vaincre toute forme de mal. Par conséquent l’injustice n’est pas invincible ».
Le pape indique que si nous oublions le Dieu tout-puissant et créateur, nous finirons par adorer d’autres pouvoirs du monde, ou bien nous prendrons la place de Dieu jusqu'à prétendre piétiner la réalité créée par lui. Pour le pape, la meilleure manière de mettre fin aux prétentions de domination absolue de l'homme sur la terre, c’est de proposer la figure d’un Père créateur et unique maître du monde, parce que sinon, « l’être humain aura toujours tendance à vouloir imposer à la réalité ses propres lois et intérêts ».

#### Le mystère de l'Univers

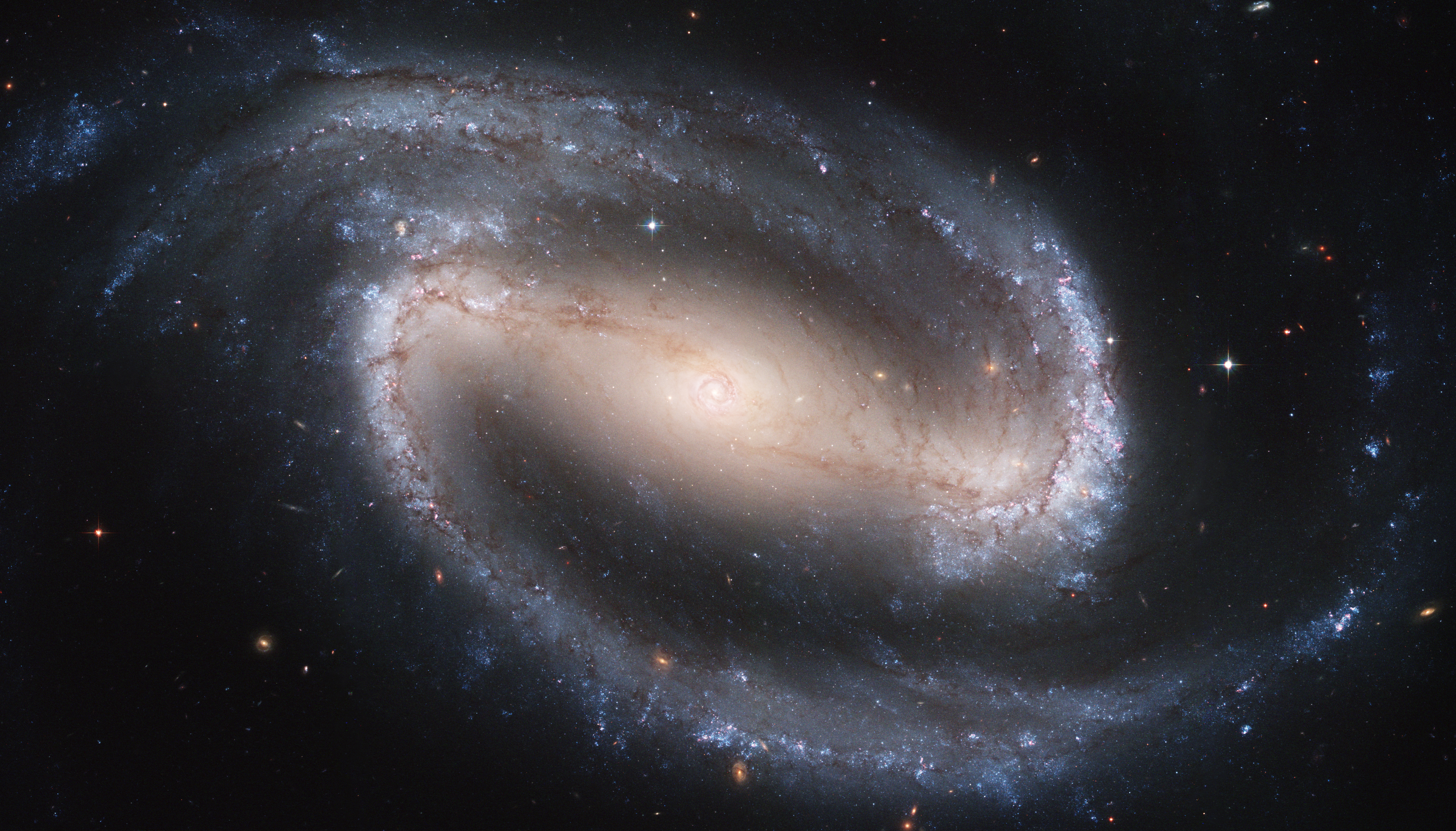
Photo d'une galaxie prise par Hubble.

Le pape indique que dans la tradition judéo-chrétienne, la notion de « création », est plus large que la simple notion de « nature », « parce qu’il y a un rapport avec un projet de l’amour de Dieu dans lequel chaque créature a une valeur et une signification. » Il ajoute que la création ne peut être comprise que comme un don qui surgit de la main ouverte de Dieu, le Père de tous ; « le monde est issu d’une décision, non du chaos ou du hasard […] la création est de l’ordre de l’amour. […] Même la vie éphémère de l’être le plus insignifiant est l’objet de son amour ».
Si la pensée judéo-chrétienne a démystifié la nature pour ne plus lui attribuer de caractère divin, un retour à la nature ne peut se faire au prix de la liberté et de la responsabilité de l’être humain, avec le devoir de cultiver ses propres capacités pour le protéger et en développer les potentialités. Cette crise écologique nous permet d’en finir aujourd’hui avec le mythe moderne du progrès matériel sans limite. Si la liberté humaine peut permettre une évolution positive, elle peut aussi être à l’origine de nouveaux problèmes, de nouvelles causes de souffrance. C'est pour cela que l’Église en plus de rappeler le devoir de prendre soin de la nature, essaye aussi, par sa parole et ses actions d'alerter l'humanité face au risque de son autodestruction.
Le pape nous dit que Dieu veut agir avec nous et compte sur notre coopération, qu'Il est capable de tirer de bonnes choses à partir du mal que nous commettons car Il sait prévoir et résoudre les problèmes des hommes, même les plus complexes et les plus impénétrables. Il ajoute que Dieu a voulu se limiter lui-même, en créant un « monde qui a besoin de développement, où beaucoup de choses que nous considérons mauvaises, dangereuses ou sources de souffrances, font en réalité partie des douleurs de l’enfantement qui nous stimulent à collaborer avec le Créateur ». La présence divine à nos côtés, est la continuation de son action créatrice.
Enfin, à partir des récits bibliques, le pape redit que l’être humain (ainsi que les êtres vivants et la nature) doivent être considérés comme un sujet, et non réduits à la catégorie d’objet. Il met en garde contre la vision de la nature uniquement comme un objet de profit, vision qui consolide l’arbitraire du plus fort, et qui a favorisé d’immenses inégalités, injustices et violences, parce que les ressources finissent par appartenir au plus fort.

#### Le message de chaque créature dans l'harmonie de toute la création

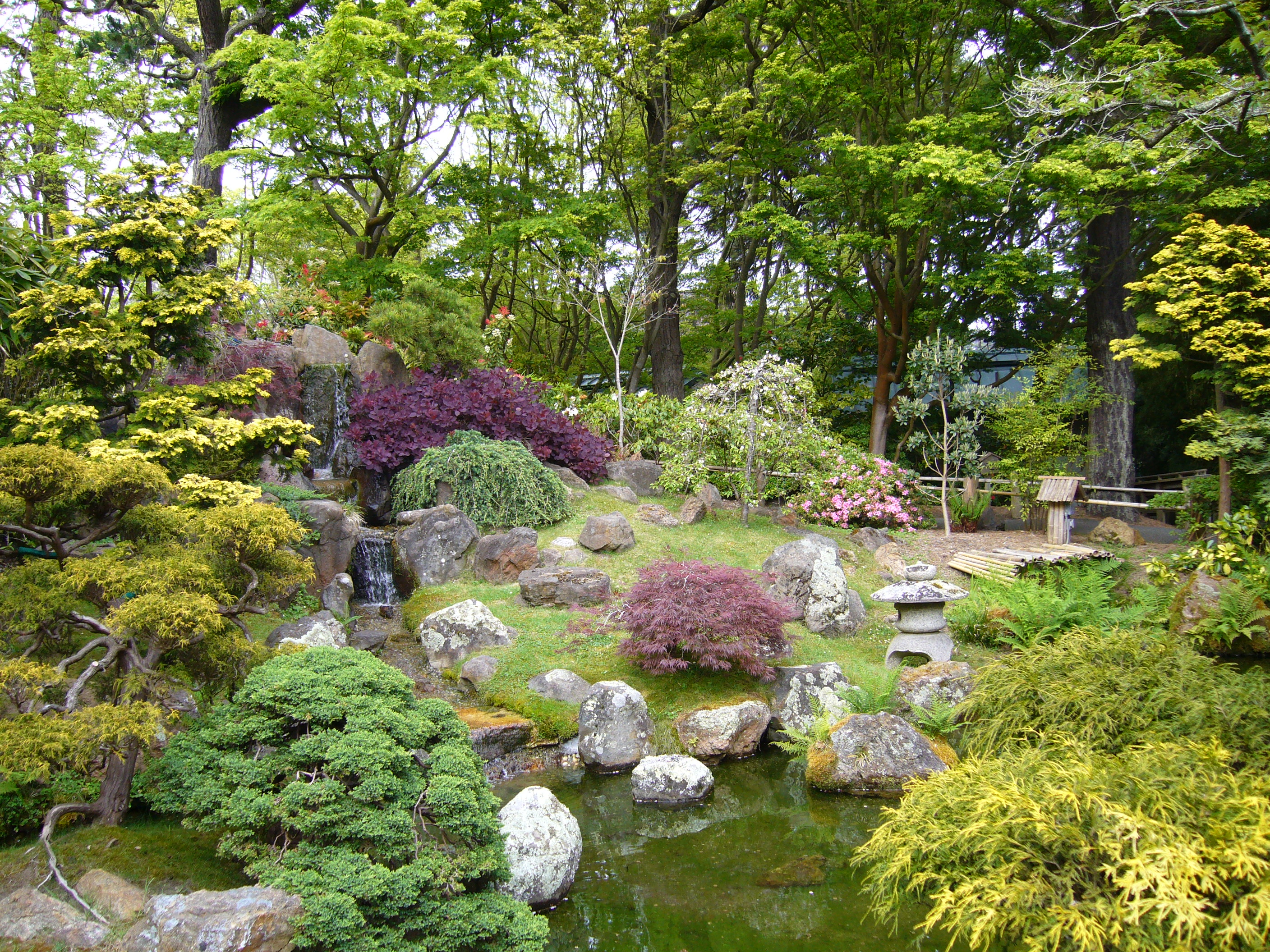
Jardin japonais.

Le pape rappelle que l’histoire de l’amitié de chacun avec Dieu se déroule toujours dans un espace géographique déterminé, que chacun de nous a en mémoire des lieux dont le souvenir lui fait beaucoup de bien. Mais également que l'observation de l'espace, de l'univers, comme de l'infiniment petit est « une révélation continue du divin ». Il ajoute : « cette contemplation de la création nous permet de découvrir à travers chaque chose un enseignement que Dieu veut nous transmettre ». Le pape conclut : « il y a donc une manifestation divine dans le soleil qui resplendit comme dans la nuit qui tombe. […] j’explore ma propre sacralité en déchiffrant celle du monde ».
Le pape indique que « l’ensemble de l’univers, avec ses relations multiples, révèle mieux l’inépuisable richesse de Dieu ». Selon lui, Dieu a fait une multitude de créatures, pour que cette multitude puisse représenter l'étendue de sa bonté divine. Le pape conclut : « on comprend mieux l’importance et le sens de n’importe quelle créature si on la contemple dans l’ensemble du projet de Dieu ». Pour le pape, aucune des créatures ne se suffit à elle-même et chacune n’existe qu’en dépendance avec les autres, pour se compléter mutuellement, au service les unes des autres. Il conclut en disant que non seulement la nature manifeste Dieu, mais qu'elle est le lieu de sa présence : l'Esprit de Dieu habite en toute créature et nous appelle à entrer en relation avec Lui.

#### Une communion universelle
Le pape indique sa conviction que tous les êtres de l'univers sont créés avec les humains par un même Dieu et Père, créant ainsi des liens invisibles entre l'humanité et la création : une sorte de famille universelle. Pour lui, l'extinction d'une espèce est équivalente à une mutilation. Cependant, le pape rappelle que « l’être humain a sa valeur particulière » et que considérer les animaux (ou la nature) à l'égal de l'homme, ou tomber dans une forme de divinisation de la terre, finiraient par créer de nouveaux déséquilibres.
Ce rejet de la prééminence de l'homme, s'illustre par les efforts démesurés (de certains) pour sauver des espèces menacées, alors que les efforts pour défendre la dignité des hommes (des pauvres et des exclus) est très loin de disposer des mêmes moyens. Il résume en disant : « l'incohérence est évidente de la part de celui qui lutte contre le trafic d’animaux en voie d’extinction mais qui reste complètement indifférent face à la traite des personnes ».
Le pape s'indigne face aux énormes inégalités entre les très pauvres, « qui croupissent dans une misère dégradante, sans réelle possibilité d’en sortir », et les très riches qui ne « savent même pas quoi faire de ce qu’ils possèdent et font étalage avec vanité d’une soi-disant supériorité », mais surtout que nous continuions « à admettre en pratique que les uns se sentent plus humains que les autres, comme s’ils étaient nés avec de plus grands droits ». Pour le pape « tout est lié » : la préoccupation pour l’environnement doit être unie à un amour sincère envers les êtres humains, et à un engagement constant pour les problèmes de la société. Car l’indifférence ou la cruauté envers les autres créatures de ce monde finit toujours par s’étendre au traitement que nous réservons aux autres êtres humains. « La même misère qui nous porte à maltraiter un animal ne tarde pas à se manifester dans la relation avec les autres personnes ». Pour le pape :
« paix, justice et sauvegarde de la création sont trois thèmes absolument liés, qui ne pourront pas être mis à part pour être traités séparément » sous peine de réductionnisme.

#### La destination commune des biens

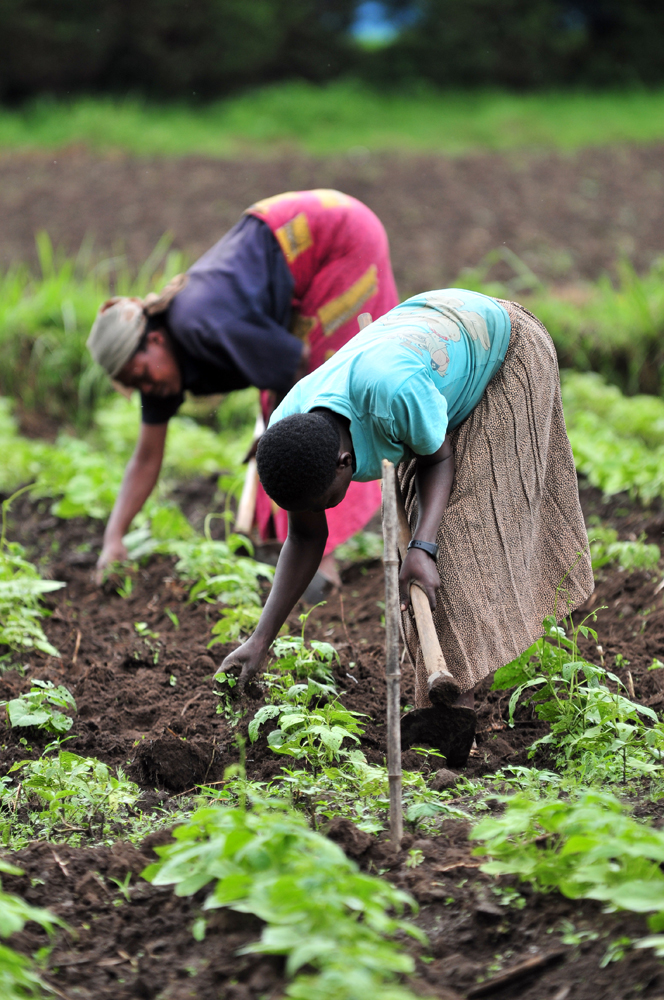
Femmes cultivant des haricots au Congo.

Le pape rappelle que « la terre est essentiellement un héritage commun, dont les fruits doivent bénéficier à tous ». C'est pourquoi, il estime que « toute approche écologique doit incorporer une perspective sociale qui prenne en compte les droits fondamentaux des plus défavorisés ». Pour lui, la notion de propriété privée est subordonnée à la destination universelle des biens.
Il rappelle que la « tradition chrétienne n’a jamais reconnu comme absolu ou intouchable le droit à la propriété privée », et il ajoute que toute forme de propriété privée a une fonction sociale. Si l'Église reconnait le droit à la propriété privée, elle rappelle aussi que sur toute propriété pèse toujours une hypothèque sociale et donc que ces biens doivent servir à destination de tous. Le pape insiste : il n'est pas permis de gérer les biens de la nature d’une manière telle que tous ces bienfaits profitent seulement à quelques-uns.
Pour le pape, « le riche et le pauvre ont une égale dignité », c'est pourquoi « tout paysan a le droit naturel de posséder un lot de terre raisonnable, où il puisse établir sa demeure, travailler pour la subsistance de sa famille et avoir la sécurité de l’existence ». Le pape définit ainsi le sens de la propriété privée : celui qui s'approprie un bien a le devoir de l’administrer pour le bien de tous ; « Si nous ne le faisons pas, nous chargeons notre conscience du poids de nier l’existence des autres ». En exemple, le pape considère comme du vol, le fait que 20 % de la population mondiale consomme les ressources naturelles en privant les pauvres et les générations futures de ce dont elles ont besoin pour survivre.

#### Le regard de Jésus
Le pape rappelle que pour les chrétiens, « Dieu est Père » (Mt 11,25) et que dans les dialogues de Jésus avec ses disciples, il les invitait à reconnaître la relation paternelle que Dieu a avec toutes ses créatures, chacune d’elles étant importante ses yeux. La Bible relate que, plusieurs fois, Jésus s’arrêtait pour contempler la nature, et qu'il invitait ses disciples à reconnaître dans la nature un message divin.
Le pape rappelle que Jésus a travaillé de ses mains, transformant la matière avec son habileté d'artisan. Le pape ajoute qu'ainsi, Jésus a sanctifié le travail et lui a conféré une valeur particulière pour notre maturation.
Il termine en citant un passage de l'écriture : « Dieu s’est plu à faire habiter en lui toute plénitude et par lui à réconcilier tous les êtres pour lui, aussi bien sur la terre que dans les cieux » (Col 1,19-20) d'où il conclut que « les créatures de ce monde ne se présentent plus à nous comme une réalité purement naturelle, mais elles sont maintenant remplies de sa présence lumineuse ».

### Chapitre 3: La racine humaine de la crise écologique
Dans ce chapitre (§ 101 à 136), le pape regarde le paradigme technocratique dominant ainsi que la place de l’être humain et son action dans le monde pour identifier la racine humaine de la crise écologique.

#### La technologie, créativité et pouvoir

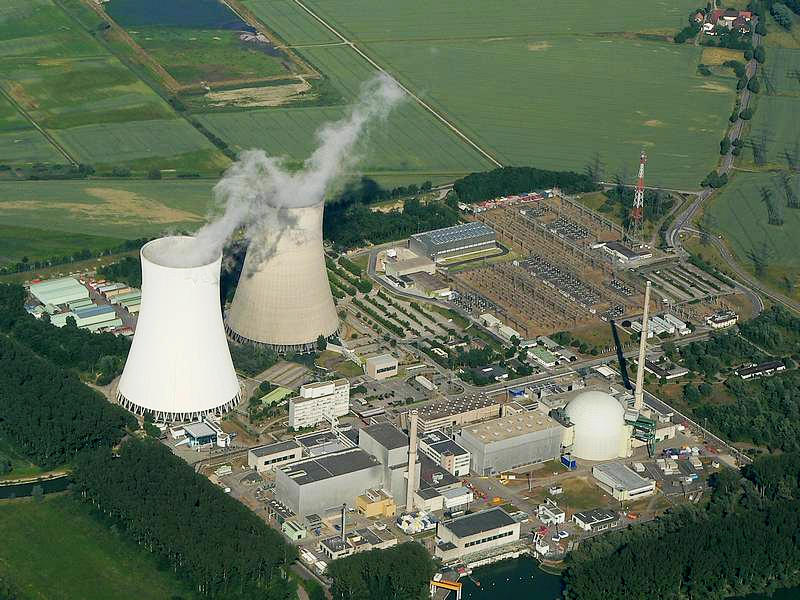
Centrale nucléaire de Philippsburg (Allemagne).

Le pape commence par rappeler que nous avons hérité de deux siècles d'énormes changements grâce à la science et à la technologie, toutes deux produits de la créativité humaine. Il indique que la technologie a apporté un remède à d'innombrables problèmes et difficultés que rencontrait l'humanité, comme dans la médecine, les communications ou l'ingénierie. Même le « développement durable » bénéficie du travail de scientifiques. François rappelle que « la techno-science, bien orientée, non seulement peut produire des choses réellement précieuses pour améliorer la qualité de vie de l’être humain, depuis les objets usuels pour la maison jusqu’aux grands moyens de transports, ponts, édifices, lieux publics », tout en « créant du beau » et en projetant l'homme dans le domaine de la beauté.
Mais il souligne également que dans certains domaines, comme le nucléaire, la biotechnologie ou l'informatique, ces connaissances donnent, à ceux qui les détiennent, « un terrible pouvoir, […] une emprise impressionnante sur l’ensemble de l’humanité et sur le monde entier ». Il met en garde sur le fait que rien ne garantit que cette science sera utilisée pour le bien de l'humanité, comme ce fut le cas dans le nazisme, le communisme ou d'autres régimes totalitaires qui ont utilisé la science pour « l’extermination de millions de personnes ». Pour le pape, il est terriblement risqué que ce pouvoir ne réside qu'en une petite partie de l’humanité.
Citant l'ouvrage de Romano Guardini, il met en garde contre l'illusion de croire que « tout accroissement de puissance est en soi « progrès », un degré plus haut de sécurité, d’utilité, de bien-être, de force vitale, de plénitude des valeurs » car « l’immense progrès technologique n’ayant pas été accompagné d’un développement de l’être humain en responsabilité, en valeurs, en conscience » le pape estime que « l’homme moderne n’a pas reçu l’éducation nécessaire pour faire un bon usage de son pouvoir ». Il met en garde contre le risque que l'homme utilise mal sa puissance sous la prétendue nécessité de l'utilité ou de la sécurité. François estime qu'il manque à l'homme « aujourd’hui une éthique solide, une culture et une spiritualité qui le limitent réellement et le contiennent » face aux forces aveugles de l'inconscient, de l'égoïsme, de la violence qui affectent sa liberté.

#### La globalisation du paradigme technocratique
Le pape estime que le problème fondamental vient du fait que l'homme a assumé la « technologie et son développement avec un paradigme homogène et unidimensionnel » : l’élaboration de la méthode scientifique avec son expérimentation, qui est explicitement une technique de possession, de domination et de transformation. La vision du monde qui tend à extraire tout ce qui est possible d'un objet, en ignorant l'objet lui-même a conduit à « l’idée d’une croissance infinie ou illimitée, qui a enthousiasmé beaucoup d’économistes, de financiers et de technologues. Cela suppose le mensonge de la disponibilité infinie des biens de la planète, qui conduit à la “ presser ” jusqu’aux limites et même au-delà des limites ». François estime que « la tendance, pas toujours consciente, à faire de la méthodologie et des objectifs de la technoscience un paradigme de compréhension qui conditionne la vie des personnes et le fonctionnement de la société » est à l’origine de beaucoup de difficultés du monde actuel.

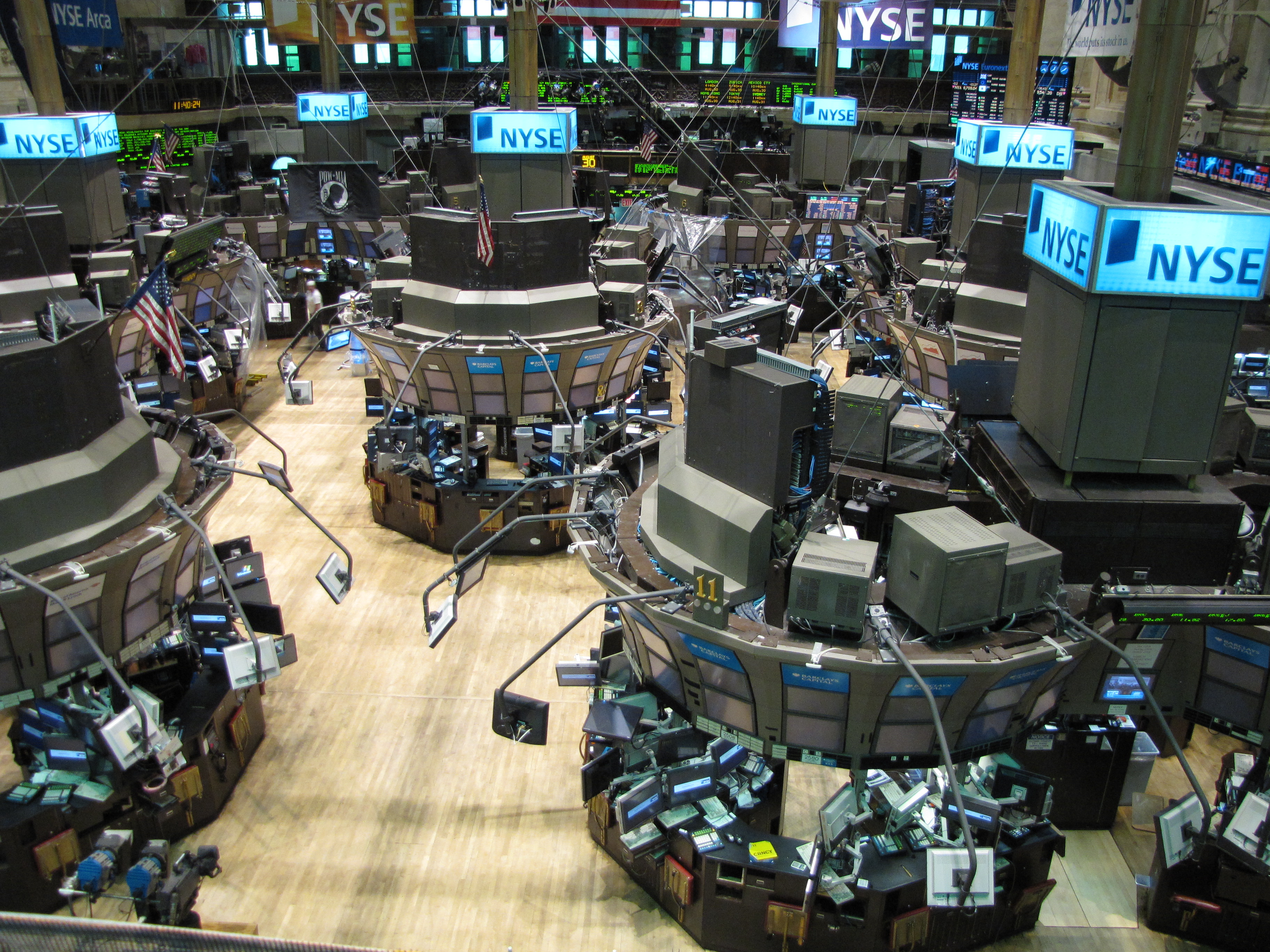
Une salle du New York Stock Exchange.

François souligne la domination tyrannique du « paradigme technocratique » qu'il est presque impossible d'utiliser « sans être dominé par son pouvoir et sa logique ». Il indique, citant l'ouvrage de Romano Guardini que la maîtrise de la technologie par certains hommes leur permet « une domination au sens le plus extrême de ce terme ». Et donc que « la capacité de décision, la liberté la plus authentique et l’espace pour une créativité alternative des [autres] individus sont réduits ». Cette emprise de la technocratie s'étend, d'après François, jusqu'à l'économie et la politique. Ainsi, le développement des technologies n'est guidé que par le profit, et « les finances étouffent l’économie réelle ». Le pape constate que ceux qui proclament « que l’économie actuelle et la technologie résoudront tous les problèmes environnementaux » (mais aussi de la faim et de la misère dans le monde) sont implicitement soutenus par tous ceux qui sans le dire apportent leur soutien dans les faits, car ne se souciant pas « d'une meilleure répartition des richesses, une sauvegarde responsable de l'environnement ou des droits des générations futures ». Or le pape soutient que « le marché ne garantit pas en soi le développement humain intégral ni l’inclusion sociale » et constate que la consommation va de pair avec le gaspillage, pendant que des « situations permanentes de misère déshumanisante » perdurent. Enfin, il estime que les racines les plus profondes des dérèglements actuels sont liées à l'orientation, la fin et le contexte social de la croissance technologique et économique.
Le pape constate que la spécialisation de la technologie ne permet pas de regarder l’ensemble des données d'un problème, car si « la fragmentation des savoirs sert dans la réalisation d’applications concrètes », elle amène « à perdre le sens de la totalité », ce qui « empêche de trouver des solutions pour résoudre les problèmes les plus complexes du monde actuel, surtout ceux de l’environnement et des pauvres ». Il estime que la science devrait incorporer dans sa réflexion toutes les connaissances humaines, « y compris la philosophie et l’éthique sociale ». C’est pourquoi il lance un cri d'alarme : « la vie est en train d’être abandonnée aux circonstances conditionnées par la technique », et il estime que « la dégradation de l’environnement, l’angoisse, la perte du sens de la vie et de la cohabitation » sont les symptômes révélant « cette erreur » d'analyse et de réflexion.
François estime que « chercher seulement un remède technique à chaque problème environnemental […], c’est isoler des choses qui sont entrelacées dans la réalité, et c’est se cacher les vraies et plus profondes questions du système mondial ». Il pense que la culture écologique « devrait être un regard différent, une pensée, une politique, un programme éducatif, un style de vie et une spiritualité qui constitueraient une résistance face à l’avancée du paradigme technocratique ».

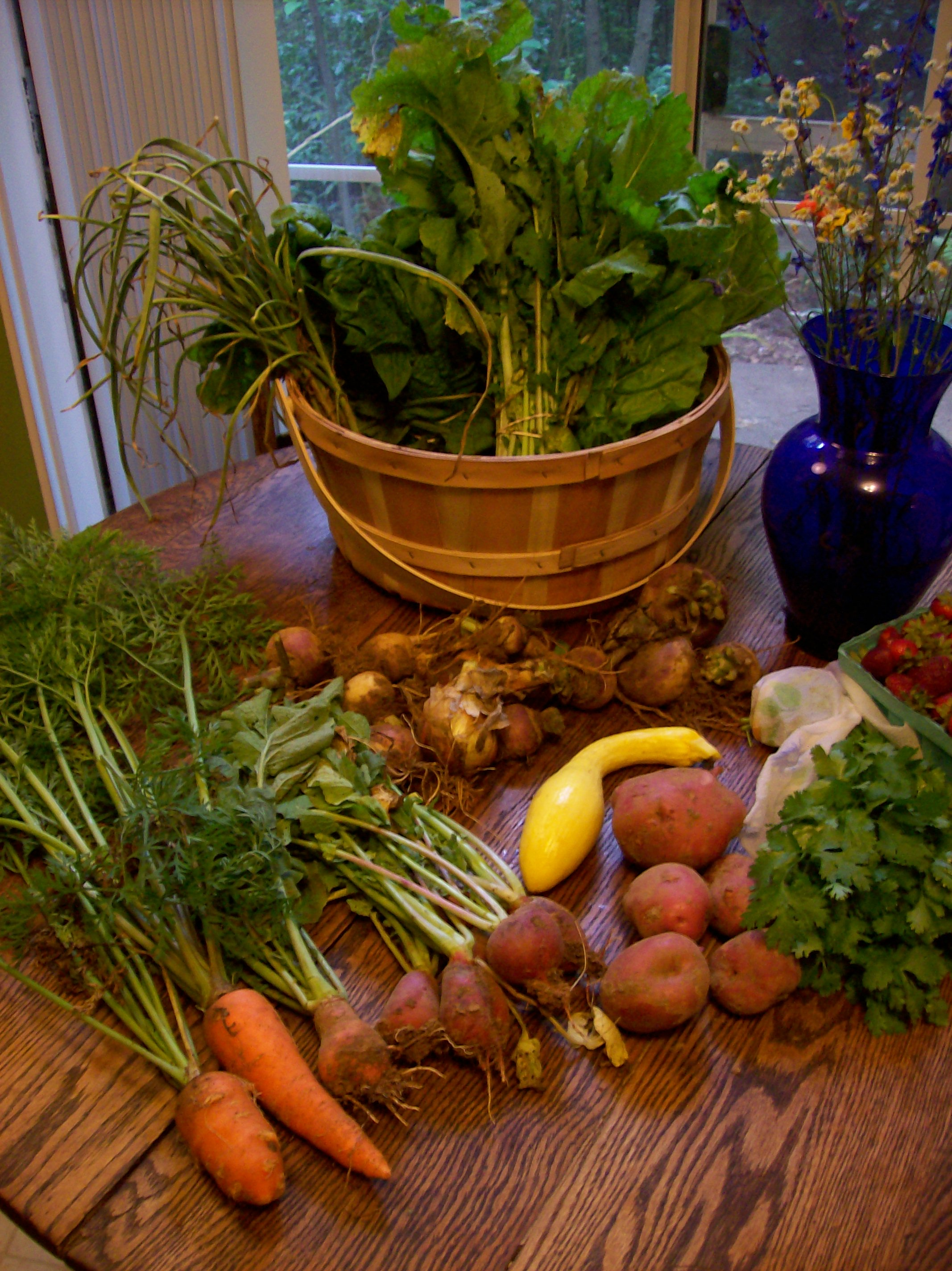
Le panier d'une AMAP.

Mais le pape se veut optimiste, estimant que « la libération par rapport au paradigme technocratique » est possible, que « la liberté humaine est capable de limiter la technique, de l’orienter, comme de la mettre au service » d’un progrès plus sain, plus humain, plus intégral. Il cite l'exemple des AMAP mais aussi le cas de la technique lorsqu'elle est utilisée pour résoudre les problèmes concrets des hommes avec pour objectif de les aider à vivre avec plus de dignité et moins de souffrances. François rappelle que « l’authentique humanité invite à une nouvelle synthèse », et que celle-ci « semble habiter au milieu de la civilisation technologique presque de manière imperceptible ».
Le pape observe que certains « prennent conscience que les avancées de la science et de la technique ne sont pas équivalentes aux avancées de l’humanité et de l’histoire », et que pour un avenir heureux nous devons prendre d'autres chemins fondamentaux : « l’accumulation des nouveautés continuelles consacre une fugacité qui nous mène dans une seule direction, à la surface des choses ». Le pape François observe que « la nouveauté permanente des produits s’unit à un pesant ennui » et qu'il nous « devient difficile de nous arrêter pour retrouver la profondeur de la vie ». Le pape nous invite à ne pas nous résigner, à ne pas renoncer « à nous interroger sur les fins et sur le sens de toute chose », sans quoi « nous légitimerions la situation actuelle et nous aurions besoin de toujours plus de succédanés pour supporter le vide ».
Le pape nous invite à « une révolution culturelle courageuse » car d'après lui « la science et la technologie ne sont pas neutres », mais elles peuvent impliquer diverses intentions et possibilités, et peuvent se configurer de différentes manières.
Pour François, « il est indispensable de ralentir la marche pour regarder la réalité d’une autre manière, recueillir les avancées positives et durables ». Pour lui, nous devons « récupérer les valeurs et les grandes finalités qui ont été détruites par une frénésie mégalomane ».

#### Crise et conséquences de l'anthropocentrisme moderne
François constate que l’anthropocentrisme moderne a, paradoxalement, « fini par mettre la raison technique au-dessus de la réalité » sous la forme d’« un espace et d’une matière pour une œuvre où l’on jette tout, peu importe ce qui en résultera ». Mais le pape rappelle que, pour les croyants, « la terre a été donnée par Dieu à l’homme, qui doit en faire usage dans le respect de l’intention primitive » dans laquelle elle lui a été donnée. Il indique qu'une « présentation inadéquate de l’anthropologie chrétienne a pu conduire à soutenir une conception erronée de la relation entre l’être humain et le monde » en tant qu' « un rêve prométhéen de domination sur le monde ». Le pape précise que l'idée de l'homme « seigneur de l’univers » signifie un homme « administrateur responsable » des biens de la Terre.
Mais François constate, dans « la modernité », « une grande démesure anthropocentrique » qui nuit « à toute référence commune et à toute tentative pour renforcer les liens sociaux ».
C'est pourquoi il invite à prêter « attention à la réalité avec les limites qu’elle impose », offrant ainsi « la possibilité d’un développement humain et social plus sain et plus fécond ».

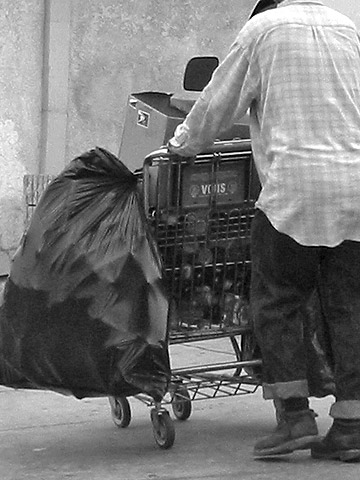
Sans-abri aux États-Unis.

François indique que l’impact environnemental de nos choix de vie n'est que le reflet (le plus visible) « d’un désintérêt pour reconnaître le message que la nature porte inscrit dans ses structures mêmes ». Il constate, prenant quelques exemples, que lorsqu'on « ne reconnaît pas, dans la réalité même, la valeur d’un pauvre, d’un embryon humain ou d’une personne vivant une situation de handicap, on écoutera difficilement les cris de la nature elle-même ». Le pape met en garde : « si l’être humain se déclare autonome par rapport à la réalité et qu’il se pose en dominateur absolu : la base même de son existence s’écroule », parce que « l’homme se substitue à Dieu et ainsi finit par provoquer la révolte de la nature ».
François constate « une schizophrénie permanente, qui va de l’exaltation technocratique qui ne reconnaît pas aux autres êtres une valeur propre, à la réaction qui nie toute valeur particulière à l’être humain ». Pour lui, « il n’y aura pas de nouvelle relation avec la nature sans un être humain nouveau. Il n’y a pas d’écologie sans anthropologie adéquate » car « on ne peut pas exiger de l’être humain un engagement respectueux envers le monde si on ne reconnaît pas et ne valorise pas en même temps ses capacités particulières de connaissance, de volonté, de liberté et de responsabilité ».
Le pape estime que« la crise écologique est l’éclosion ou une manifestation extérieure de la crise éthique, culturelle et spirituelle de la modernité » et que nous devons donc impérativement « assainir toutes les relations fondamentales de l’être humain ». Il rappelle que « la pensée chrétienne revendique une valeur particulière pour l’être humain supérieure à celle des autres créatures », ce qui entraine une valorisation de chaque personne humaine, mais aussi la reconnaissance de l’autre.
François estime qu'« envisager une relation avec l’environnement isolée de la relation avec les autres personnes et avec Dieu » reviendrait à « un individualisme romantique ».
François rappelle que pour lui « la défense de la nature n’est pas compatible non plus avec la justification de l’avortement » car si l’on ne protège pas l’embryon humain, « la sensibilité personnelle et sociale à l’accueil d’une nouvelle vie se perd, alors d’autres formes d’accueil utiles à la vie sociale se dessèchent ».
Le pape explique que la « déviation du style de vie » est la conséquence d'un « anthropocentrisme dévié » ; ainsi, « quand l’être humain se met lui-même au centre, il finit par donner la priorité absolue à ses intérêts de circonstance, et tout le reste devient relatif ». Il explique que le relativisme qui pousse certains à déconsidérer « tout ce qui ne sert pas leurs intérêts personnels immédiats » est la conséquence de l’omniprésence du paradigme technocratique et du culte du pouvoir humain sans limites. Pour lui, c'est cette logique « qui provoque en même temps la dégradation de l’environnement et la dégradation sociale ».
Pour François, c'est ce même relativisme « qui pousse une personne à exploiter son prochain l’obligeant aux travaux forcés, ou en faisant de lui un esclave à cause d’une dette ». De même pour l’exploitation sexuelle des enfants ou l’abandon des personnes âgées. Pour lui, l'idée exprimée par certains de « laisser les forces invisibles du marché réguler l’économie, parce que ses impacts sur la société et sur la nature sont des dommages inévitables » est issue de ce relativisme qui rejette les limites. Le pape met alors en garde : « quelles limites peut-on mettre sur la traite des êtres humains, la criminalité organisée, le narcotrafic, le commerce de diamants ensanglantés et de peaux d’animaux en voie d’extinction ? ». Il continue en affirmant que la même logique du "utilise et jette" (qui engendre tant de déchets) justifie l’achat d’organes des pauvres dans le but de les vendre ou de les utiliser pour l’expérimentation, ainsi que le rejet d’enfants lorsqu'ils ne sont pas attendus par leurs parents.
François met en garde en déclarant que lorsqu'il n'y a plus de valeurs communes ou de vérité universelle (pour guider les hommes), les meilleurs lois ne servent à rien car le relativisme pousse à les considérer comme des impositions arbitraires ou des obstacles à contourner.

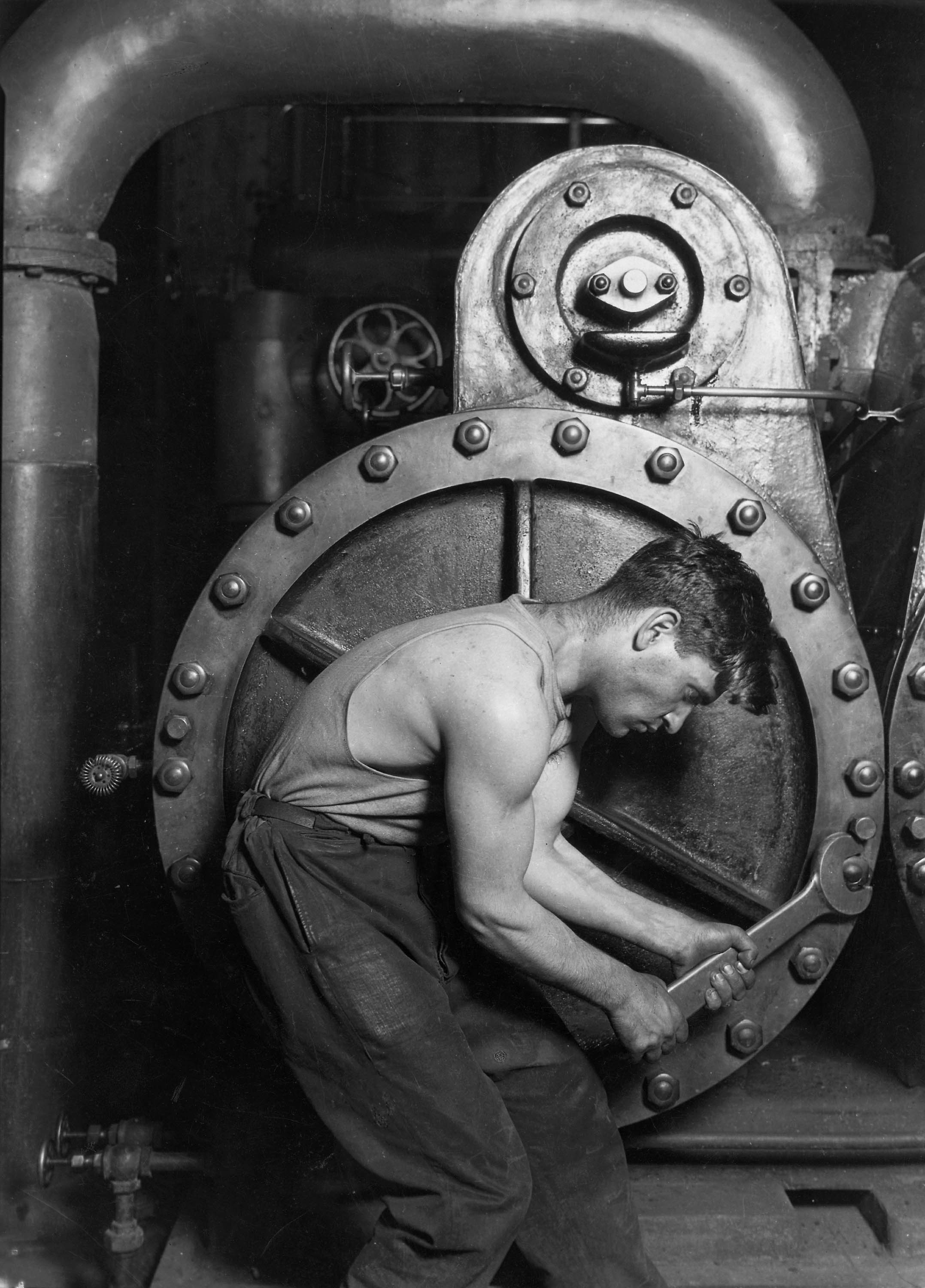
Lewis Wickes Hine, Mécanicien travaillant sur une machine à vapeur, 1920.

Le pape indique que l'écologie intégrale doit impérativement intégrer la valeur du travail. Reprenant le récit de la Genèse, il rappelle que « Dieu a placé l’être humain dans le jardin à peine créé non seulement pour préserver ce qui existe, mais aussi pour le travailler de manière à ce qu’il porte du fruit ». Ainsi François déduit que l’intervention humaine visant le développement prudent de la création est la forme la plus adéquate d’en prendre soin, et qu'elle a pour objectif de développer les potentialités de la création faite par Dieu (comme l'étude et l'usage des plantes médicinales). Il précise également le sens du mot "travail" en indiquant « nous ne parlons pas seulement du travail manuel ou du travail de la terre, mais de toute activité qui implique quelque transformation de ce qui existe, depuis l’élaboration d’une étude sociale jusqu’au projet de développement technologique ». Prenant exemple des fondateurs du monachisme chrétien qui associaient contemplation et travail manuel, le pape invite à « saine sobriété de notre relation au monde » ; car d'après lui, « quand la capacité de contempler et de respecter est détériorée chez l’être humain, les conditions sont créées pour que le sens du travail soit défiguré ». D'après lui, « le travail devrait être le lieu de ce développement personnel multiple où plusieurs dimensions de la vie sont en jeu : la créativité, la projection vers l’avenir, le développement des capacités, la mise en pratique de valeurs, la communication avec les autres ». C'est pourquoi, François estime qu'« il est nécessaire que l’on continue à se donner comme objectif prioritaire l’accès au travail pour tous ».
Le pape indique que pour lui, « le travail est une nécessité, il fait partie du sens de la vie sur cette terre, c'est un chemin de maturation, de développement humain et de réalisation personnelle ». Il critique la tendance de l'économie à remplacer le travail humain par des machines qui entraîne une dégradation de l'humanité, parce que l'homme ne peut plus avoir « une vie digne par son travail ». Pour François, la mécanisation et l'automatisation croissante des postes de travail, cause de réduction de postes, entraîne une « érosion progressive du capital social ». Il souligne le lien entre coûts humains et coûts économiques en affirmant : « les coûts humains sont toujours des coûts économiques, et les dysfonctionnements économiques entraînent toujours des coûts humains ». Il met en garde : « cesser d’investir dans les personnes pour obtenir plus de profit immédiat est une très mauvaise affaire pour la société ».
Le pape estime que pour créer de l'emploi, « il est impérieux de promouvoir une économie qui favorise la diversité productive et la créativité entrepreneuriale ». S'il rappelle que les petites structures rurales ou agricoles sont une source de richesse, de diversité productive (et d'emploi) dans le monde entier, il observe également que celles-ci n'ont pas un accès équitable aux marchés ou à la finance vis-à-vis des grosses entreprises. Il rappelle la responsabilité des politiques « de prendre des mesures de soutien clair et ferme aux petits producteurs et à la variété de la production […] pour qu’il y ait une liberté économique dont tous puissent effectivement bénéficier ». Il insiste pour que cette liberté économique soit protégée efficacement face aux grosses entreprises (ou multinationales). Pour François, l'activité d'entreprise est une vocation noble, dont « la création de postes de travail est une partie incontournable de son service du bien commun ».

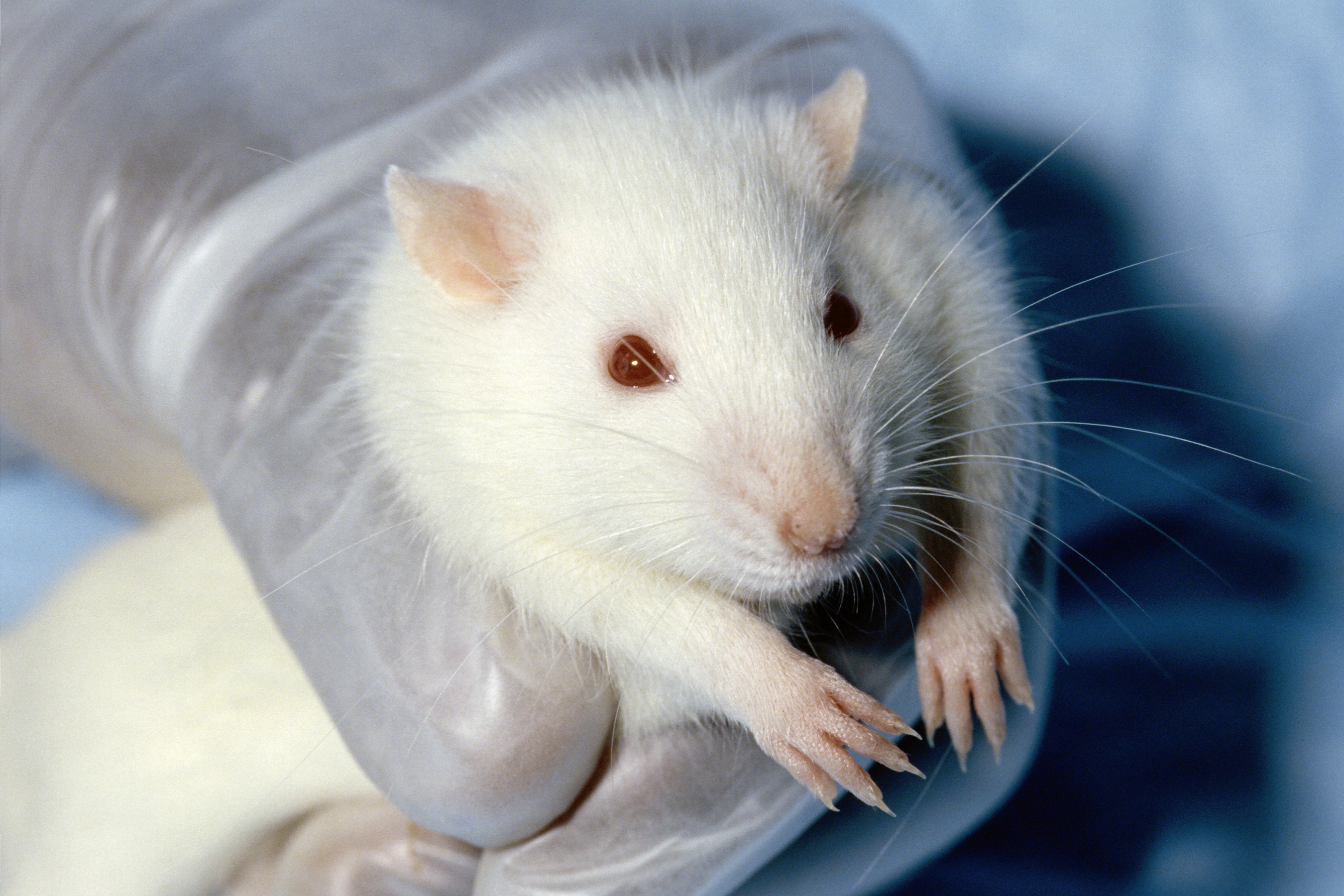
Souris utilisée en laboratoire.

Après avoir indiqué que de la création, des plantes et des animaux, peuvent être utilisés par l'homme, le pape précise quelques limites. Ainsi, concernant l'expérimentation animale, il déclare : « les expérimentations sur les animaux sont légitimes seulement si elles restent dans des limites raisonnables et contribuent à soigner ou sauver des vies humaines. Le pouvoir de l’homme a des limites et qu’il est contraire à la dignité humaine de faire souffrir inutilement les animaux et de gaspiller leurs vies ».
Il rappelle également qu’« aucune intervention dans un domaine de l’écosystème ne peut se dispenser de prendre en considération ses conséquences dans d’autres domaines ». Si François souligne que l’Église valorise l’apport de l’étude et des applications de la biologie moléculaire, de la génétique et son application technologique dans l’agriculture et dans l’industrie, il affirme également que « cela ne doit pas donner lieu à une manipulation génétique menée sans discernement qui ignore les effets négatifs de ces interventions ». Il invite à préciser toujours davantage les objectifs, les effets, le contexte et les limites éthiques de cette activité humaine comportant de hauts risques.

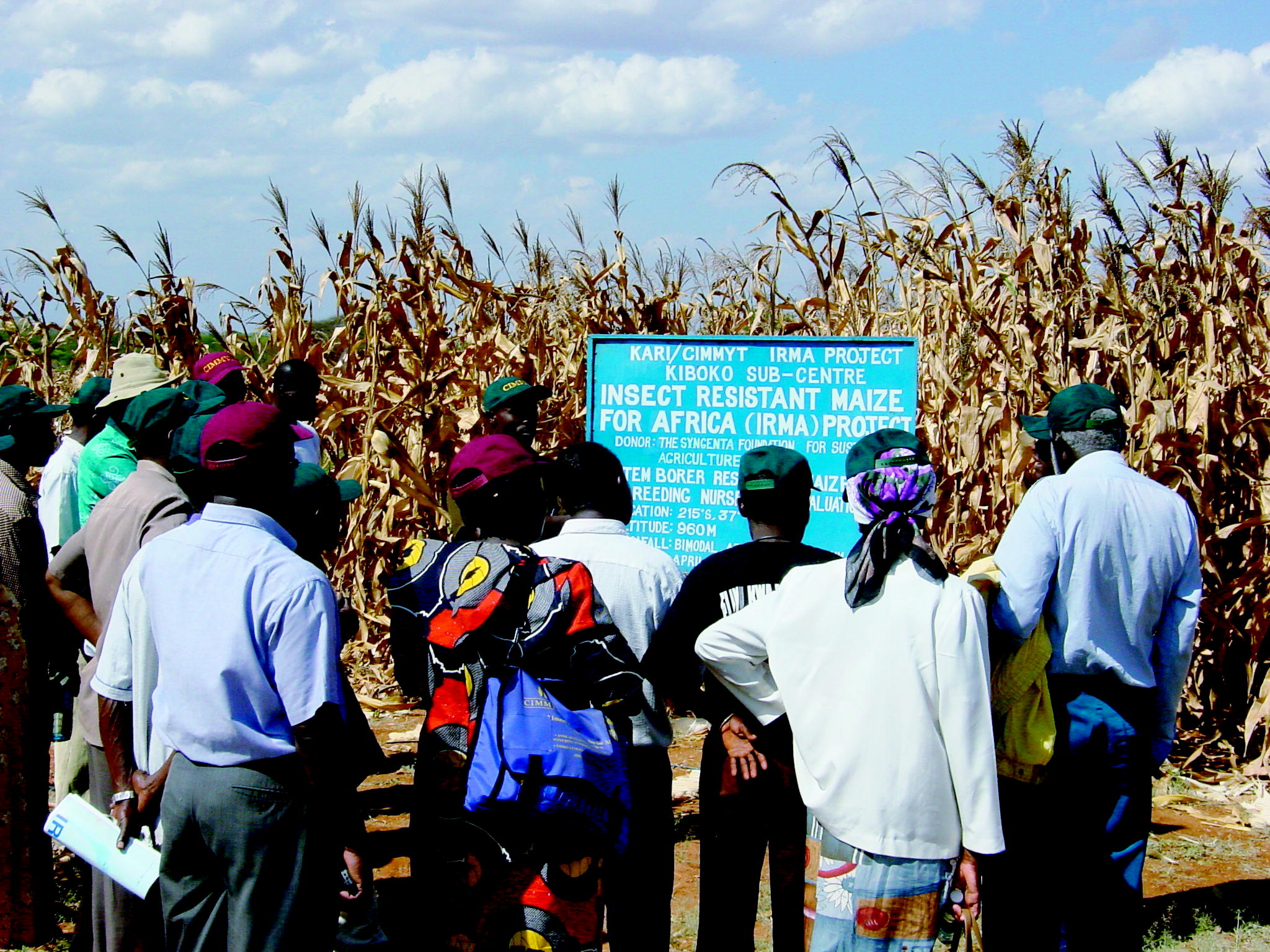
Plantation de Maïs Bt au Kenya.

Le pape ne rejette pas la « science biologique elle-même », et rappelle qu'elle peut nous apporter des enseignements sur les structures biologiques des plantes, des animaux, ainsi que sur leurs possibilités et leurs mutations (mutations génétiques obtenues dans le but d’exploiter les possibilités présentes dans la réalité matérielle). Il ajoute qu'il « est difficile d’émettre un jugement général sur les développements de transgéniques (OGM), végétaux ou animaux, à des fins médicales ou agro-pastorales, puisqu’ils peuvent être très divers entre eux et nécessiter des considérations différentes ». S'il rappelle que l'homme a, depuis des milliers d'années, observé et exploité les mutations naturelles de plantes et animaux pour améliorer les espèces, il souligne que « dans la nature, ces processus ont un rythme lent qui n’est pas comparable à la rapidité qu’imposent les progrès technologiques actuels », et que d’autre part, « les risques ne sont pas toujours dus à la technique en soi, mais à son application inadaptée ou excessive » et que cette technologie devrait être « développée de manière indépendante par rapport aux intérêts économiques ».
Le pape insiste cependant en disant que « même en l’absence de preuves irréfutables du préjudice que pourraient causer les céréales transgéniques aux êtres humains, et même si, dans certaines régions, leur utilisation est à l’origine d’une croissance économique qui a aidé à résoudre des problèmes, il y a des difficultés importantes qui ne doivent pas être relativisées ». Ainsi, il rappelle que la mise en place des OGM dans de nombreuses régions a conduit à « la disparition progressive des petits producteurs », ce qui a entrainé l'accaparement de leurs terres par de grosses exploitations, et par la migration de ces petits paysans « dans de misérables implantations urbaines ». Il ajoute que « l’extension de la surface de ces cultures détruit le réseau complexe des écosystèmes, diminue la diversité productive, et compromet le présent ainsi que l’avenir des économies régionales ». Enfin, la production de grains stériles augmenterait la dépendance et la fragilité des paysans face aux industriels.
Le pape termine ce chapitre en rappelant qu'une attention constante sur tous les aspects éthiques est nécessaire (concernant les OGM). Il souligne que « pour cela, il faut garantir une discussion scientifique et sociale qui soit responsable et large, capable de prendre en compte toute l’information disponible et d’appeler les choses par leur nom », et en même temps il regrette que dans ce débat, parfois, « on ne met pas à disposition toute l’information, celle-ci est sélectionnée selon des intérêts particuliers, qu’ils soient politiques, économiques ou idéologiques ». François estime qu'il est nécessaire de mettre en place des espaces de discussion où tous ceux qui pourraient être directement ou indirectement concernés (agriculteurs, consommateurs, autorités, scientifiques, producteurs de semences, populations voisines des champs traités, et autres) puissent exposer leurs problématiques et accéder à une information complète et fiable pour prendre des décisions en faveur du bien commun présent et futur. Il rappelle que cette question d’environnement complexe exige un regard intégral sous tous ses aspects, et que cela requiert un plus grand effort pour financer une recherche autonome et interdisciplinaire, afin de pouvoir apporter une lumière nouvelle. Enfin, il met en garde : « quand la technique ignore les grands principes éthiques, elle finit par considérer comme légitime n’importe quelle pratique », voire de « justifier le dépassement de toutes les limites » (allant jusqu'à des expérimentations sur les embryons humains vivants), et l'on « oublie que la valeur inaliénable de l’être humain va bien au-delà de son degré de développement ».

### Chapitre 4: Une écologie intégrale
Dans ce chapitre (§ 137 à 162), le pape François fait le tour des composantes d’une écologie intégrale qui intègre les dimensions humaines et sociales.

#### L'écologie environnementale, économique et sociale
Le pape estime que nous avons besoin de prendre le temps de réfléchir de « discuter avec honnêteté des conditions de vie et de survie d’une société, pour remettre en question les modèles de développement, de production et de consommation ». Il rappelle encore une fois que « tout est lié : le temps et l’espace ne sont pas indépendants l’un de l’autre » et qui si nous n'intégrons pas nos connaissances dans « une plus ample vision de la réalité », alors notre science se transformera en ignorance.
Le terme d’« environnement » désigne une relation entre la nature et la société qui l’habite, François précise : « nous sommes inclus dans la nature, nous en sommes une partie ». Il ajoute : « les raisons pour lesquelles un endroit est pollué exigent une analyse du fonctionnement de la société, de son économie, de son comportement, de ses manières de comprendre la réalité. Étant donné l’ampleur des changements, il n’est plus possible de trouver une réponse spécifique et indépendante à chaque partie du problème ».
Pour le pape, « il n’y a pas deux crises séparées, l’une environnementale et l’autre sociale, mais une seule et complexe crise socio-environnementale. Les possibilités de solution requièrent une approche intégrale pour combattre la pauvreté, pour rendre la dignité aux exclus et simultanément pour préserver la nature ». Pour lui, « il est fondamental de chercher des solutions intégrales qui prennent en compte les interactions des systèmes naturels entre eux et avec les systèmes sociaux ».

Cycle biologique du carbone dans l'environnement.

Le pape rappelle que « les écosystèmes [dans lesquels nous vivons] interviennent dans la capture du dioxyde de carbone, dans la purification de l’eau, dans le contrôle des maladies et des épidémies, dans la formation du sol, dans la décomposition des déchets, et dans beaucoup d’autres services que nous oublions ou ignorons ». Ces écosystèmes se sont mis en place et existent avant même l'arrivée de l'homme sur Terre, ils sont « antérieures à nos capacités et à notre existence ». Or nous dépendons de cet ensemble pour notre propre existence, c'est pourquoi François ajoute « quand on parle d’une “utilisation durable”, il faut toujours y inclure la capacité de régénération de chaque écosystème dans ses divers domaines et aspects ».
Mais il constate aussi que « la croissance économique tend à produire des automatismes et à homogénéiser, en vue de simplifier les procédures et de réduire les coûts ». Il en conclut donc : « c’est pourquoi une écologie économique est nécessaire, capable d’obliger à considérer la réalité de manière plus ample. En effet, la protection de l’environnement doit faire partie intégrante du processus de développement et ne peut être considérée isolément ».
Le pape revient sur l'idée de l'interaction entre les écosystèmes et entre les divers mondes de référence sociale, il estime qu'« aujourd’hui l’analyse des problèmes environnementaux est inséparable de l’analyse des contextes humains, familiaux, de travail, urbains, et de la relation de chaque personne avec elle-même qui génère une façon déterminée d’entrer en rapport avec les autres et avec l’environnement ». Pour lui, « toute atteinte à la solidarité et à l’amitié civique provoque des dommages à l’environnement ».
C'est pourquoi il en conclut que « l’écologie sociale est nécessairement institutionnelle et atteint progressivement les différentes dimensions qui vont du groupe social primaire, la famille, en passant par la communauté locale et la Nation, jusqu’à la vie internationale. À l’intérieur de chacun des niveaux sociaux et entre eux, se développent les institutions qui régulent les relations humaines. Tout ce qui leur porte préjudice a des effets nocifs, comme la perte de la liberté, l’injustice et la violence », et conduit finalement à une dégradation de l'environnement.

#### L'écologie culturelle
François indique que l'identité d'un lieu intègre un patrimoine historique, artistique et culturel. Pour lui, ce patrimoine est également menacé, par exemple lors de la construction de villes nouvelles, que l'on veut plus écologiques, mais qui ignore cette richesse culturelle, et où finalement, « il ne fait pas toujours bon vivre ». Il appelle à prendre en compte l’histoire, la culture et l’architecture du lieu, « non seulement dans le sens des monuments du passé mais surtout dans son sens vivant, dynamique et participatif » afin de maintenir son identité originale.
C'est pourquoi le pape critique la « vision consumériste de l'être humain » qui conduit à affaiblir les cultures locales « trésor de l'humanité ». Il met en doute la possibilité de résoudre les difficultés par des réglementations uniformes ou des solutions techniques car cela conduit à négliger la complexité des problématiques locales. Pour lui, les nouveaux processus doivent partir de la culture locale elle-même car « les solutions purement techniques courent le risque de s’occuper des symptômes qui ne répondent pas aux problématiques les plus profondes ». François estime que la mutation écologique doit inclure les droits des peuples et des cultures, qu'elle requiert de la part des acteurs sociaux locaux un engagement de première ligne, car pour lui « la notion de qualité de vie ne peut être imposée, mais doit se concevoir à l’intérieur du monde des symboles et des habitudes propres à chaque groupe humain ».

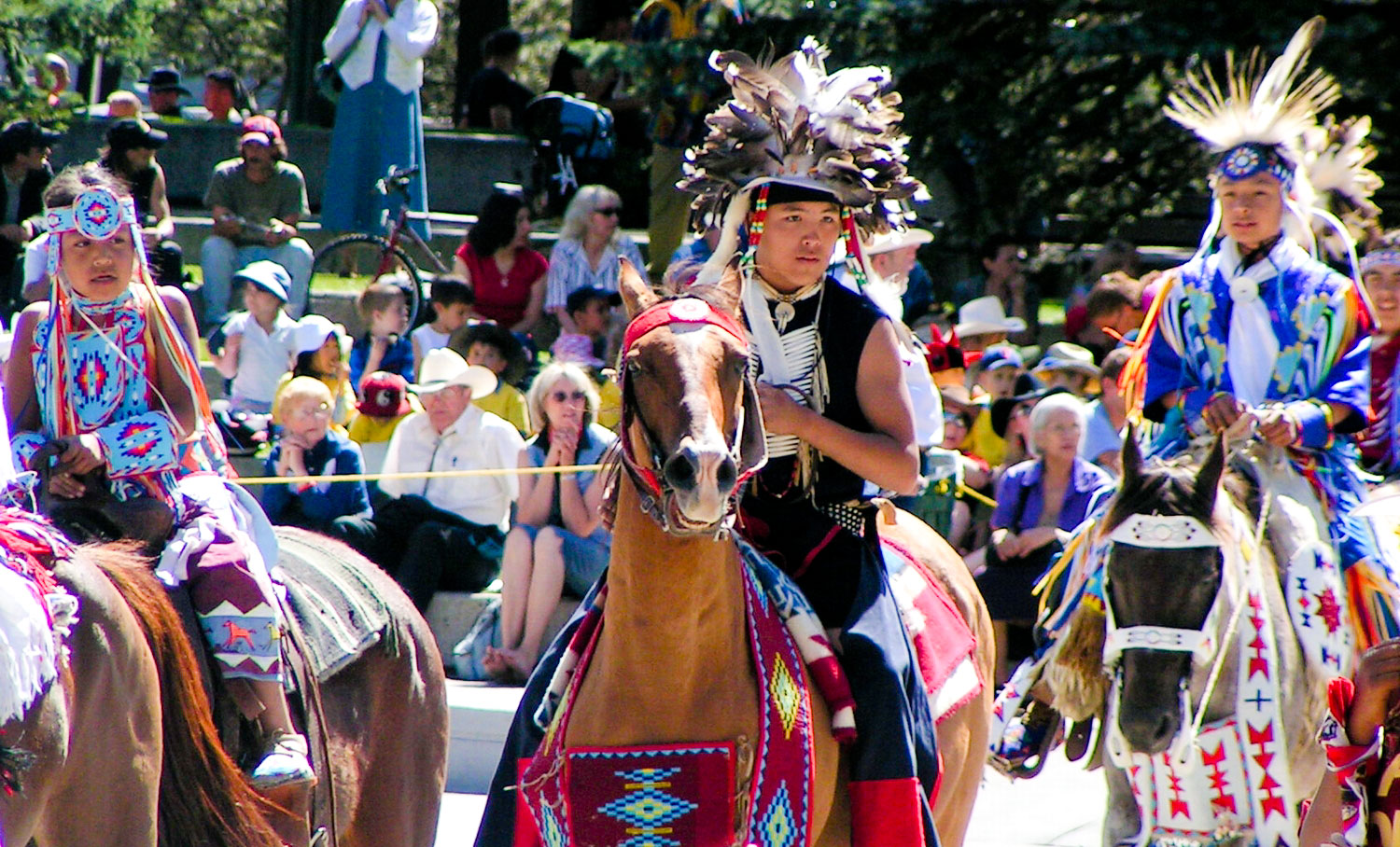
Indiens Tsuu T'ina défilant lors d'une parade.

Pour François, la concentration de l'activité économique et de dégradation de l’environnement peut non seulement dégrader la nature, mais également épuiser aussi les capacités sociales (qui ont permis un mode de vie ayant donné), ou une identité culturelle. Et pour le pape, « la disparition d’une culture peut être aussi grave ou [même] plus grave que la disparition d’une espèce animale ou végétale », et « l'imposition d’un style de vie hégémonique lié à un mode de production peut être autant nuisible que l’altération des écosystèmes ».
C'est pourquoi il souligne que nous devons avoir « une attention spéciale aux communautés aborigènes et à leurs traditions culturelles ». Le pape observe également le grand respect que ces communautés ont de la terre qu'elles occupent, ainsi, lorsque ces communautés restent sur leurs territoires, ce sont précisément elles qui préservent le mieux ces terres de la dégradation ou de la surexploitation. Mais le pape constate aussi que bien souvent, ces communautés aborigènes « font l’objet de pressions pour abandonner leurs terres », afin d'y installer de grandes installations agricoles ou minières, qui se développeront sans respect de l'environnement.

#### L'écologie de la vie quotidienne

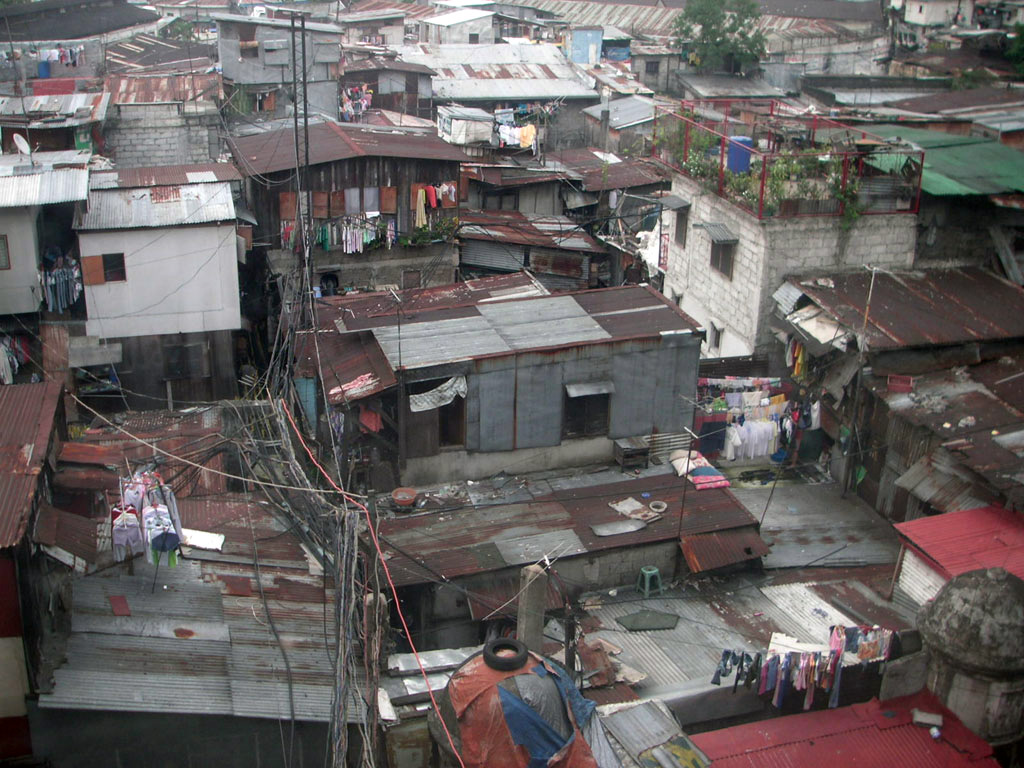
Bidonville à Manille aux Philippines.

Pour le pape, un « authentique développement » consiste à « s’assurer qu’une amélioration intégrale dans la qualité de vie humaine », que ce soit « dans notre chambre, dans notre maison, sur notre lieu de travail et dans notre quartier » afin de construire une identité intégrée et heureuse. Ainsi, il rappelle que la créativité et la générosité des personnes et des groupes peut transcender les limites d'un cadre de vie dégradé. François donne l'exemple d'habitants de quartiers délabrés ou surpeuplés, qui par une vie sociale positive et bénéfique, par une vie et un soutien en communauté, parviennent à dépasser « la sensation d'asphyxie produite par l'entassement » des logements. Pour lui, l'écologie humaine peut permettre de transformer tout lieu difficile en un cadre d'une vie digne.
François souligne que « l’extrême pénurie facilite l’apparition de comportements inhumains et la manipulation des personnes par des organisations criminelles ». Il ajoute qu'une sensation de déracinement des habitants favorise les conduites antisociales et la violence. Mais le pape « insiste sur le fait que l’amour est plus fort » que ces obstacles, et que les barrières de l’égoïsme peuvent être dépassées dans une expérience de salut communautaire. Celui-ci peut susciter une créativité afin d'améliorer un édifice ou un quartier. Pour François, la recherche de la beauté dans la conception d'un quartier ne suffit pas car un autre point est plus précieux encore : la qualité de vie des personnes, la rencontre et l’aide mutuelle. C'est pourquoi il estime que l'intégration des perspectives de vie des citoyens doit toujours intégrer l’analyse de la planification urbaine.
François rappel l'importance, dans une ville de l'interconnexion et de l'intégration de tous ses quartiers, afin de disposer, pour ses habitants, d'une vue d'ensemble permettant d'éviter l'enfermement (des habitants) dans un quartier ou une partie de la ville. Ce qui permet alors un partage collectif de l'ensemble de l'agglomération et, ainsi de créer « une sensation d'enracinement ». D’où l'importance, selon lui, lors des interventions d'aménagement urbain, de conserver « un cadre cohérent avec sa richesse de sens » mais aussi de préserver certains lieu de changements continuels.
Pour le pape, « la possession d’un logement est très étroitement liée à la dignité des personnes et au développement des familles ». C'est pourquoi il critique les politiques d'expulsion des quartiers ou des habitations pauvres (y compris des bidonvilles) sous prétexte de salubrité et de sécurité. François insiste sur le besoin de reloger, et surtout d'informer les intéressés lorsque le (simple) réaménagement du quartier est impossible et qu'il faut « procéder à leur déménagement des banlieues polluées ou des agglomérations dangereuses ». Il encourage à intégrer « les quartiers précaires dans une ville accueillante » par des espaces de mise en relation favorisant la reconnaissance de l'autre.

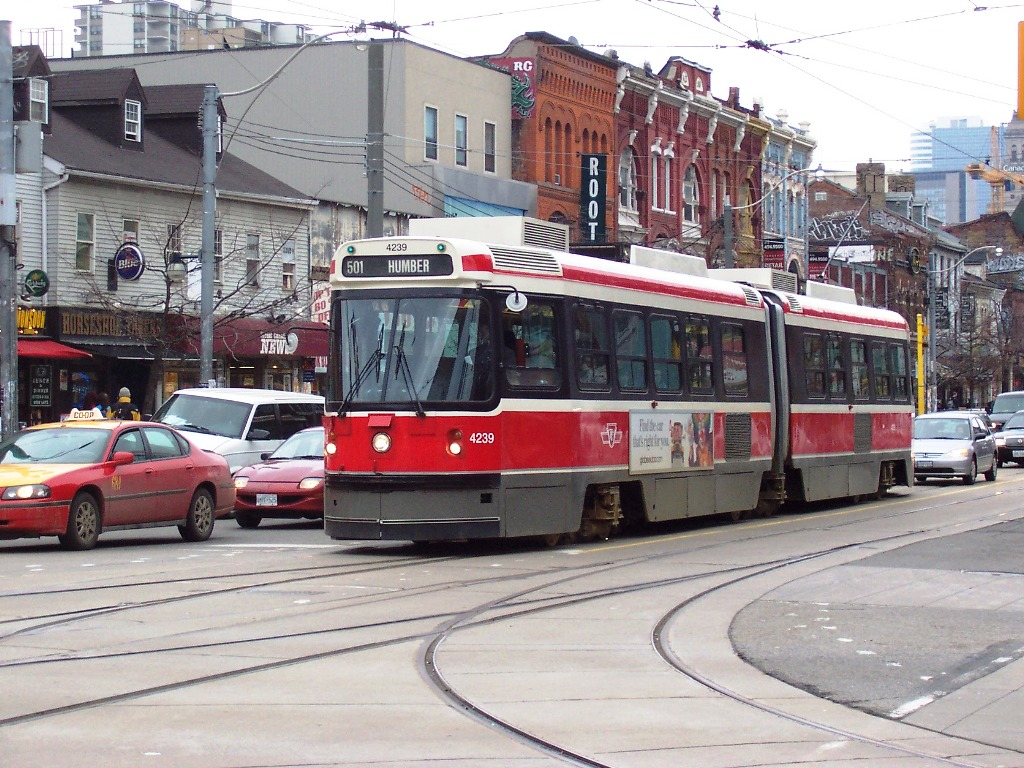
Tramway de Toronto, le plus grand système de transport urbain en Amérique du Nord

Le pape souligne l'importance, dans les villes, des transports « qui est souvent une cause de grandes souffrances pour les habitants ». Il appelle à une amélioration substantielle des transports publics qui, « dans beaucoup de villes, sont synonymes de traitement indigne infligé aux personnes à cause de l’entassement, de désagréments ou de faible fréquence des services et d'insécurité ». François rappelle l'unanimité de nombreux experts concernant « la nécessité d’accorder la priorité au transport public », afin d'éviter l’extension de l'automobile et ses conséquences (pollution, consommation importante de pétrole, croissance autoroutière, expansion des parkings...). Mais pour lui, l'attention portée aux villes ne doit pas faire oublier les souffrances des habitants des zones rurales, « où les services essentiels n’arrivent pas, et où se trouvent des travailleurs réduits à des situations d’esclavage, sans droits ni perspectives d’une vie plus digne ».
Pour le pape, l'écologie humaine implique « la relation de la vie de l’être humain avec la loi morale inscrite dans sa propre nature ». Pour François, « l'homme aussi possède une nature qu’il doit respecter et qu’il ne peut manipuler à volonté. L’acceptation de son propre corps comme don de Dieu est nécessaire pour accueillir et pour accepter le monde tout entier comme don du Père et maison commune ; tandis qu’une logique de domination sur son propre corps devient une logique, parfois subtile, de domination sur la création ». Pour lui, « apprendre à recevoir son propre corps, à en prendre soin et à en respecter les significations, est essentiel pour une vraie écologie humaine. La valorisation de son propre corps dans sa féminité ou dans sa masculinité est aussi nécessaire pour pouvoir se reconnaître soi-même dans la rencontre avec celui qui est différent. ». François conclut : « l’attitude qui prétend effacer la différence sexuelle parce qu’elle ne sait plus s’y confronter, n’est pas saine ».

#### Le principe du bien commun
Pour le pape, « l’écologie intégrale est inséparable de la notion de bien commun […] qui joue un rôle central et unificateur dans l’éthique sociale ». Pour lui, le bien commun présuppose le respect de la personne humaine comme telle, avec des droits fondamentaux et inaliénables. Il requiert également la paix sociale (la stabilité et sécurité), qui ne se réalise pas sans une justice distributive. Pour François, l’État a l’obligation de défendre et de promouvoir le bien commun.
Le pape affirme que face aux nombreuses inégalités, et aux personnes marginalisées « privées des droits humains fondamentaux », l'appel à la solidarité et à une action préférentielle pour les plus pauvres devient une conséquence logique au principe du bien commun. Pour lui, il faut « tirer les conséquences de la destination commune des biens de la terre » qui « exige de considérer avant tout l’immense dignité du pauvre à la lumière des convictions de foi ». C'est aujourd'hui, pour François, « une exigence éthique fondamentale pour la réalisation effective du bien commun ».

#### La justice entre générations
Pour François, « la notion de bien commun inclut aussi les générations futures ». Pour lui, « on ne peut plus parler de développement durable sans une solidarité intergénérationnelle ».
Le pape ajoute, que la prise de conscience de la situation dans laquelle nous laissons la planète aux générations futures nous amène à entrer dans la logique du don gratuit : nous recevons une planète de nos parents que nous transmettons à nos enfants. Ainsi, « si la terre nous est donnée, nous ne pouvons plus penser seulement selon un critère utilitariste d’efficacité et de productivité pour le bénéfice individuel ». Pour François, cela devient une question fondamentale de justice, « puisque la terre que nous recevons appartient aussi à ceux qui viendront »
François pose la question : « Quel genre de monde voulons-nous laisser à ceux qui nous succèdent, aux enfants qui grandissent ? » C'est pour lui une question de fond qui dépasse les préoccupations écologiques, car pour lui, cette question « nous conduit inexorablement à d’autres interrogations très directes : pour quoi passons-nous en ce monde, pour quoi venons-nous à cette vie, pour quoi travaillons-nous et luttons-nous, pour quoi cette terre a-t-elle besoin de nous ? ». Pour le pape, c’est notre propre dignité qui est en jeu, et nous sommes, « les premiers à avoir intérêt à laisser une planète habitable à l’humanité qui nous succédera ».
Pour le pape, « les prévisions catastrophistes ne peuvent plus être considérées avec mépris ou ironie ». Il met en garde : « le rythme de consommation, de gaspillage et de détérioration de l’environnement a dépassé les possibilités de la planète », et notre « style de vie actuel […] peut seulement conduire à des catastrophes » comme nous le voyons en différents lieux. François invite à agir immédiatement pour atténuer les effets de l'actuel déséquilibre, en pensant à la responsabilité que nous attribueront ceux qui devront en supporter les pires conséquence.
Mais le pape constate également la dérive individualiste des hommes et femmes du « monde post-moderne » dont la vision égoïste (et axée sur l'immédiateté) est la source de nombreux problèmes sociaux. Ainsi pour lui « notre incapacité à penser sérieusement aux générations futures est liée à notre incapacité à élargir notre conception des intérêts actuels et à penser à ceux qui demeurent exclus du développement ». Il invite donc à penser, non seulement aux pauvres du futur, mais également aux pauvres d'aujourd'hui et à développer, de façon urgente, une solidarité intra-générationnelle.

### Chapitre 5: Quelques lignes d'orientation et d'action
Dans ce chapitre (§ 163 à 201), après avoir analysé la situation actuelle de l'humanité ainsi que les causes humaines de la dégradation de l'environnement, le pape propose de tracer les grandes lignes de dialogue pouvant aider à sortir de la spirale d’autodestruction dans laquelle « nous nous enfonçons ».

#### Le dialogue sur l'environnement dans la politique internationale
Rappelant que depuis un demi-siècle s'est répandue l'idée que la planète est une patrie et l’humanité « un peuple qui habite une maison commune », le pape François appelle à ce que « les solutions soient proposées dans une perspective globale, et pas seulement pour défendre les intérêts de certains pays ». Il ajoute que « l'interdépendance nous oblige à penser à un monde unique, à un projet commun » car pour affronter les problèmes de fond (qui ne peuvent pas être résolus par les actions de pays isolés), « un consensus mondial devient indispensable ». Il cite alors quelques actions possibles comme programmer une agriculture durable et diversifiée, développer des formes d’énergies renouvelables et peu polluantes, promouvoir un meilleur rendement énergétique, une gestion plus adéquate des ressources forestières et marines ou assurer l’accès à l’eau potable pour tous. Si le pape note un important débat et une prise de conscience dans la société civile, il regrette que les mondes politique et de l'entreprise « réagissent avec lenteur ». François met en garde notre société en déclarant que « l’humanité de l’époque post-industrielle sera peut-être considérée comme l’une des plus irresponsables de l’histoire », et il émet l'espoir que « l’humanité du début du XXIe siècle pourra [peut-être] rester dans les mémoires [comme ayant] assumé avec générosité ses graves responsabilités ».
Si le pape salue l'engagement et l'action de la société civile et de diverses organisations pour promouvoir la cause environnementale, il déplore le manque de décision politique lors des Sommets mondiaux sur l’environnement, qui, selon lui, « ne sont pas parvenus à des accords généraux, vraiment significatifs et efficaces, sur l’environnement ». Si, d'après François, plusieurs conférences mondiales ont apporté des avancées et des résultats notables dans le domaine de l'environnement (comme la Convention de Bâle sur les déchets dangereux, la Convention sur le commerce des espèces sauvages menacées d'extinction ou la Convention de Vienne sur la couche d'ozone), il note que la Déclaration de Stockholm en 1972, puis la Conférence de Rio en 1992, au-delà de déclarations ambitieuses, n'ont apporté que peu de mise en œuvre concrète. Si la conférence de Rio, en appelant à la coopération internationale pour préserver l'écosystème de la Terre et « l’obligation pour celui qui pollue d’en assumer économiquement la charge, le devoir d’évaluer l’impact sur l’environnement de toute entreprise ou projet » a donné lieu, d'après les mots du pape, à un sommet « innovateur et prophétique pour son époque ». Celui-ci regrette que « les accords n’ont été que peu mis en œuvre parce qu’aucun mécanisme adéquat de contrôle, de révision périodique et de sanction en cas de manquement, n’avait été établi ».
Le pape s'alarme des avancées « très médiocres » concernant la lutte contre le réchauffement climatique. Selon lui, le rapport final de la conférence de Rio 2012 est « long et inefficace » ; il accuse certains pays de bloquer les négociations en mettant « leurs intérêts nationaux au-dessus du bien commun général ». François indique que pour lui « imposer aux pays de moindres ressources de lourds engagements de réduction des émissions » (sous prétexte d’internationaliser la lutte contre le réchauffement climatique) serait une « nouvelle injustice ajoutée sous couvert de protection de l’environnement ». Car pour lui, « certains pays aux maigres ressources auront besoin d’aide pour s’adapter aux effets [du changement climatique] qui se produisent déjà et qui affectent leurs économies ». Enfin, ce sont d'après lui, les pays riches qui doivent faire le plus grand effort pour résoudre les problèmes « qu’ils ont causés ».
François rejette le système « d'achat et de vente de crédits de carbone », solution rapide et facile mais qui « peut donner lieu à une nouvelle forme de spéculation », et surtout « qui n’implique en aucune manière, de changement radical » de nos modes de vie, voire qui pourrait soutenir la surconsommation de certains pays. Pour le pape « les pays pauvres doivent avoir comme priorité l’éradication de la misère et le développement social de leurs habitants » tout en luttant contre la corruption et « le niveau de consommation scandaleux » d'une partie privilégiés de leur population. Il appelle également à un soutien économique et à des transferts de technologie vers les pays pauvres pour les aider à développer des énergies non polluantes, comme l'énergie solaire. François dénonce également les « agissements intolérables [de certains pays puissants, ou grandes multinationales] qui transfèrent dans d’autres pays des déchets et des industries hautement polluants ». Pour lutter contre ce scandale, le pape appelle au respect de la souveraineté des États, à la mise en place d'accords internationaux et à leur respect afin de protéger les pays les plus faibles.
Prenant l'exemple de la gestion des océans, pour lesquels il existe plusieurs conventions internationales et régionales, le pape pointe du doigt « l'éparpillement et l’absence de mécanismes sévères de réglementation, de contrôle et de sanction » qui entrave la mise en œuvre et le respect des décisions prises. Il appelle à « un accord sur les régimes de gestion, pour toute la gamme de ce qu’on appelle les “biens communs globaux” ». De même, pour la lutte contre la pollution, contre le changement climatique ou le développement des pays pauvres, François appelle à une « réaction globale plus responsable ». Pour cela, il estime indispensable la mise en place d'institutions internationales « fortes et efficacement organisées », travaillant avec les gouvernements nationaux, et dotées de pouvoir de sanctionner les infractions aux lois. À la suite de ses prédécesseurs, le pape appelle à nouveau pour la mise en place d'une « Autorité politique mondiale » permettant d'assainir les économies frappées par la crise, procéder à un souhaitable désarmement intégral, arriver à la sécurité alimentaire et à la paix, assurer la protection de l'environnement et réguler les flux migratoires.

#### Le dialogue en vue de nouvelles politiques nationales et locales
Dans un contexte de constantes innovations technologiques, le pape rappelle que la société se prépare et se protège par l'établissement d'un cadre de droit, « qui établit les règles des comportements acceptables à la lumière du bien commun ». Il ajoute : « les limites qu’une société saine, mature et souveraine doit imposer sont liées à la prévision, à la précaution, aux régulations adéquates, à la vigilance dans l’application des normes, à la lutte contre la corruption, aux actions de contrôle opérationnel sur les effets émergents non désirés des processus productifs, et à l’intervention opportune face aux risques incertains ou potentiels ». Mais il souligne également le
« drame de l’immédiateté politique », qui pour répondre à des intérêts électoraux, et soutenus par des populations consuméristes conduit à rechercher une croissance à court terme. Du coup, les gouvernements ont de grosses difficultés à prendre des mesures qui peuvent affecter le niveau de consommation et mécontenter la population même si ces mesures sont dans son intérêt à long terme.
Mais le pape encourage en rappelant que « la grandeur politique se révèle quand, dans les moments difficiles, on œuvre pour les grands principes et en pensant au bien commun à long terme ». Prenant l'exemple sur des initiatives locales d'action pour le développement et l'environnement, le pape montre que des actions locales peuvent être leader face à une inertie politique nationale ou internationale. Pour lui, « il faut que la décision politique soit incitée par la pression de la population. La société, à travers des organismes non gouvernementaux et des associations intermédiaires, doit obliger les gouvernements à développer des normes, des procédures et des contrôles plus rigoureux ». Pour résumer, le pape déclare que « si les citoyens ne contrôlent pas le pouvoir politique – national, régional et municipal – un contrôle des dommages sur l’environnement n’est pas possible ».
Le pape fait un tour d'horizon des changements et reformes à apporter afin de réduire la consommation et la pollution (promouvoir les économies d’énergie, favoriser des modes de production ayant une efficacité énergétique maximale, retirer du marché les produits peu efficaces ou polluants, une bonne gestion des transports, une construction ou réfection de bâtiments qui réduise leur consommation énergétique et leur niveau de pollution) mais aussi une modification de la consommation, le développement d’une économie des déchets et du recyclage, la protection des espèces et la mise en œuvre d’une agriculture diversifiée avec la rotation des cultures. Toutes ces actions demandent un investissement politique et citoyen, tant national que local, qui, souligne François, peuvent demander, par « réalisme politique » des mesures et des technologies de transition. Dans cette hypothèse, il estime que ces mesures intermédiaires devraient toujours être accompagnées par des « engagements progressifs contraignants ».
Conscient que « les résultats demandent beaucoup de temps et supposent des coûts immédiats, avec des effets qui ne seront pas visibles au cours du mandat du gouvernement concerné », le pape estime que « sans la pression de la population et des institutions, [les politiques auront] toujours de la résistance à intervenir, plus encore quand il y aura des urgences à affronter ». Regardant l'avenir, le pape rappel que si « un homme politique assume ces responsabilités avec les coûts que cela implique, […] s’il ose le faire, […] il laissera dans l’histoire un témoignage de généreuse responsabilité ».

#### Dialogue et transparence dans les processus de prise de décision
Le pape estime que l'étude d'impact sur l'environnement est un préalable à l'élaboration de tout projet de production ou de toute politique de développement. Pour lui, il est indispensable que cette étude soit réalisée dès le début du projet, et « élaborée de manière interdisciplinaire, transparente et indépendante de toute pression économique ou politique ». La prise en compte des conditions de travail, ainsi que des effets possibles du changement (santé physique et mentale des personnes, impacts sur l’économie locale et la sécurité) permettra d'établir des résultats économiques plus réalistes. François estime qu'« il est toujours nécessaire d’arriver à un consensus entre les différents acteurs sociaux », et que ces derniers « peuvent offrir des points de vue, des solutions et des alternatives différentes ». C'est pourquoi le pape estime que les habitants locaux doivent avoir une place privilégiée, tant dans les études initiales du projet, comme dans les actions de suivi et de surveillance.
Face aux risques pour l'environnement qui affectent le bien commun tant présent que futur, François insiste pour que « les décisions soient fondées sur une confrontation entre les risques et les bénéfices envisageables pour tout choix alternatif possible ». Il met également en garde contre une « culture consumériste, qui donne priorité au court terme et à l’intérêt privé », susceptible de faire bâcler les procédures, ou de dissimuler des informations. Et dans toute étude sur un projet devant offrir (ou non) « un véritable développement intégral », le pape invite à se poser les questions : Pour quoi ? Par quoi ? Où ? Quand ? De quelle manière ? Pour qui ? Quels sont les risques ? À quel coût ? Qui paiera les coûts et comment le fera-t-il ?
Rappelant le principe de précaution exprimé dans la Déclaration de Rio en 1992, Le pape invite à stopper ou modifier tout projet « si l’information objective conduit à prévoir un dommage grave et irréversible », même en l'absence de « preuve indiscutable », et cela, dans l'intérêt des « plus faibles ». Pour autant, François ne souhaite pas faire obstacle à toute innovation technologique permettant d’améliorer la qualité de vie d’une population. Mais il rappelle que « la rentabilité ne peut pas être l’unique élément à prendre en compte » pour l'établissement de projet. Et que si de nouveaux critères de jugement sont mis au jour, « il devrait y avoir une nouvelle évaluation [des risques] avec la participation de toutes les parties intéressées ». Le pape est conscient que dans certaines discussions sur l’environnement, il est difficile de parvenir à un consensus ; mais rappelant que « l’Église n’a pas la prétention de juger des questions scientifiques ni de se substituer à la politique », il invite à « un débat honnête et transparent pour que les besoins particuliers ou les idéologies n'affectent pas le bien commun ».

#### Politique et économie en dialogue pour la plénitude humaine

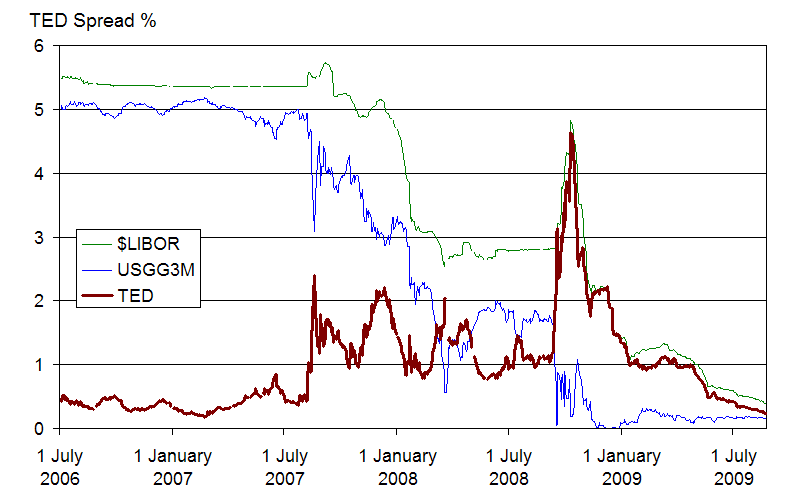
Le TED spread (en rouge) durant la crise financière de 2007-2008, reflétant la perspective de risque de crédit.

Le pape rappelle avec force que « la politique ne doit pas se soumettre à l’économie et celle-ci ne doit pas se soumettre aux diktats ni au paradigme d’efficacité de la technocratie ». Pour François, dans l'objectif du bien commun, il est impératif que la politique et l’économie « se mettent résolument au service de la vie, spécialement de la vie humaine ». Pour lui, la crise financière de 2007-2008 a été une occasion manquée de mettre en place « une nouvelle économie plus attentive aux principes éthiques », ainsi qu'une « nouvelle régulation de l’activité financière spéculative et de la richesse fictive ». Tout en condamnant « les critères obsolètes qui continuent à régir le monde », le pape déplore que cette crise financière n'ait pas donné lieu à une réaction permettant de repenser ces mêmes critères. En effet, le pape rappelle que « la protection de l’environnement ne peut pas être assurée uniquement en fonction du calcul financier des coûts et des bénéfices », mais que « l’environnement fait partie de ces biens que les mécanismes du marché ne sont pas en mesure de défendre ou de promouvoir de façon adéquate ». Dans ce contexte, François s’interroge : « Est-il réaliste d’espérer que celui qui a l’obsession du bénéfice maximum s’attarde à penser aux effets environnementaux qu’il laissera aux prochaines générations ? ». Le pape souligne que dans un schéma de gain financier, le temps des cycles de dégradation et de régénération, la complexité des écosystèmes ainsi que les altérations par l'homme de l'environnement ne sont pas pris en compte dans le bilan final.
De plus, dans ce modèle économique, la biodiversité est généralement considérée comme une « réserve de ressources économiques qui pourrait être exploitée », sans prendre en compte sa valeur intrinsèque, ni les intérêts et les nécessités des pauvres.
Si le pape propose de « ralentir le rythme déterminé de production et de consommation », c'est pour proposer « d’autres formes de progrès et de développement ». Ainsi, François propose de remplacer une course à l'innovation technologique par des « efforts pour une exploitation durable des ressources naturelles », rechercher des formes intelligentes et rentables de réutilisation, d’utilisation multifonctionnelle et de recyclage où améliorer l’efficacité énergétique des villes. Cette réorientation de la recherche pourrait ainsi « résoudre les problèmes en suspens de l’humanité ». Ainsi, le pape, s'il reconnait l'intérêt de croissance dans certains secteurs du développement durable, il propose également de suspendre, voire mettre certaines limites à « l’accroissement vorace et irresponsable » de biens. Rappelant le fait, d'une part, que la consommation croissante de ressources (et la destruction de l'environnement qui est liée) n'est pas soutenable, et d'autre part, que certains hommes « ne peuvent pas vivre conformément à leur dignité humaine », le pape n'hésite pas à appeler une partie de l'humanité à la décroissance, afin de pouvoir mettre « à disposition des ressources pour une saine croissance » dans la partie la plus pauvre de l'humanité.

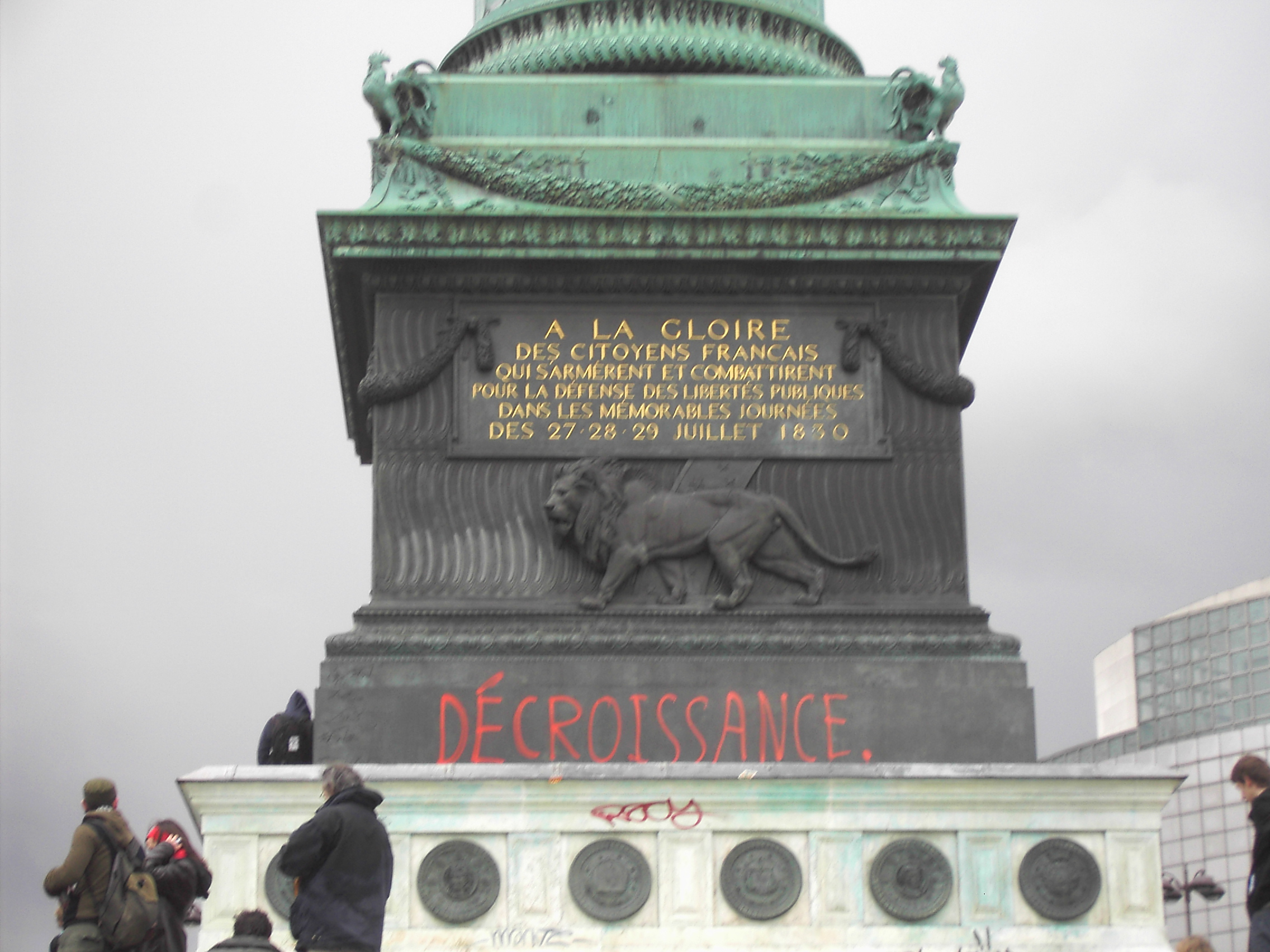
Graffiti pro-décroissance sur la colonne de Juillet, place de la Bastille à Paris.

Le pape invite à « réfléchir de manière responsable sur le sens de l’économie et de ses objectifs, pour en corriger les dysfonctionnements et les déséquilibres » et ainsi être en mesure de « convertir le modèle de développement global ». Pour lui, il ne s'agit pas de trouver un juste milieu entre « la protection de la nature et le profit financier, ou la préservation de l’environnement et le progrès » mais simplement de redéfinir la notion de progrès. François souligne que la qualité réelle de vie des personnes diminue souvent (détérioration de l’environnement, mauvaise qualité des produits alimentaires, épuisement de certaines ressources) alors même qu'il y a croissance économique. Il met donc en garde contre l'idée d'une croissance durable qui « devient souvent un moyen de distraction et de justification enfermant les valeurs du discours écologique dans la logique des finances et de la technocratie ». Enfin, le pape rappelle que le principe économique de la maximalisation du gain dans une entreprise tend à s’isoler de toute autre considération. Ainsi l'augmentation de la production ne prend pas en compte l'impact sur les ressources futures ou de la santé de l’environnement. Par exemple : les dommages causés par l’exploitation démesurée d’une forêt (désertification du territoire, dommage causé à la biodiversité, augmentation de la pollution) ne sont pas pris en compte dans le bilan de l'entreprise. Le pape en conclut que « les entreprises obtiennent des profits en calculant et en ne payant qu'une part infime des coûts ». Il appelle donc à une éthique du comportement dans lequel « les coûts économiques et sociaux dérivant de l’usage des ressources naturelles communes soient établis de façon transparente et soient entièrement supportés par ceux qui en jouissent et non par les autres populations ou par les générations futures ».
Le pape rappelle le rôle indispensable de la politique dans la vie économique et soulignant que détenir le pouvoir exige une grande responsabilité pour le bien commun : « nous avons besoin d’une politique aux vues larges, qui suive une approche globale en intégrant dans un dialogue interdisciplinaire les divers aspects de la crise ». Il met ainsi en garde les politiques contre le discrédit qu'ils se créent eux-mêmes de par la corruption et le manque de bonnes politiques publiques. François rappelle ainsi que « si l’État ne joue pas son rôle dans une région, certains groupes économiques peuvent [..] s’approprier le pouvoir réel, se sentant autorisés à ne pas respecter certaines normes, jusqu’à donner lieu à diverses formes de criminalité organisée ». Enfin, il encourage « la politique et l’économie » à mettre fin aux querelles et accusations mutuelles en ce qui concerne la pauvreté et la dégradation de l’environnement, de reconnaître chacune leurs propres erreurs, et de trouver des formes d’interaction orientées vers le bien commun.

#### Les religions dans le dialogue avec les sciences
Le pape François invite la société à intégrer les religions dans son espace de réflexion sur l'environnement et plus généralement sur la compréhension du monde. Selon lui, les sciences empiriques ne peuvent complètement expliquer la vie, ou la réalité du monde dans son ensemble. Pour lui, le cadre de la réflexion doit s'ouvrir également à la sensibilité esthétique ou la poésie, tout comme au domaine spirituel. Ainsi, le pape invite les croyants « à être cohérents avec leur propre foi et à ne pas la contredire par leurs actions » ; il leur demande également de « s’ouvrir de nouveau à la grâce de Dieu et de puiser au plus profond de leurs propres convictions sur l’amour, la justice et la paix ». D'autant que, d'après le pape, « la majorité des habitants de la planète se déclare croyante, et cela devrait inciter les religions à entrer dans un dialogue en vue de la sauvegarde de la nature, de la défense des pauvres, de la construction de réseaux de respect et de fraternité ». S'il invite à un dialogue entre les différentes sciences elles-mêmes, François invite également à « un dialogue ouvert et respectueux [..] entre les différents mouvements écologistes », et il ajoute : mouvements écologistes « où les luttes idéologiques ne manquent pas ». Il conclut le chapitre en disant : « la gravité de la crise écologique exige que tous nous pensions au bien commun et avancions sur un chemin de dialogue qui demande patience, ascèse et générosité ».

### Chapitre 6: Éducation et spiritualité écologique
Dans ce chapitre (§ 202 à 246), ayant rappelé qu'avant toute chose l’humanité a besoin de changer, et que la conscience d’une origine commune et d’un avenir partagé par tous est nécessaire, le pape donc propose, à partir de cette conscience fondamentale, un grand défi culturel, spirituel et éducatif qui demande de longs processus de régénération.

#### Miser sur un autre style de vie
Critiquant le marché et son « mécanisme consumériste » qui pousse les personnes à une « spirale consumériste obsessive », le pape affirme que cette course à la consommation donne l'illusion au citoyen d'être libre, tout en le vidant de son identité, et engendre un sentiment de précarité et d'insécurité. L'égoïsme collectif de notre monde engendre à son tour un rejet de la réalité et des limites de notre monde, poussant les gens dans une spirale de consommation, source de violence « quand seul un petit nombre peut se le permettre ». Mais François estime que « tout n'est pas perdu » et que les hommes sont capables d'ouvrir de nouveaux chemins de liberté, de s'ouvrir « au bien, à la vérité et au beau », retrouvant ainsi leur dignité que nul n'a le droit de leur enlever. Prenant exemple sur les mouvements de consommateurs qui boycottent certains produits, poussant les entreprises à prendre en compte l'impact environnemental, le pape estime qu'un changement dans les styles de vie est possible et peut réussir à exercer une pression saine sur le pouvoir politique et économique. Pour mettre en œuvre la Charte de la Terre, le pape invite à développer une « conscience universelle » pour nous transcender, quitter l'isolement et l’auto-référentialité, et nous ouvrir aux autres et à l'environnement.

#### Éducation pour l'alliance entre l'humanité et l'environnement
Le pape souligne le « défit éducatif » de nos pays riches, où chacun a pris l'habitude de consommer en quantité et facilement. Il souligne la difficulté pour les personnes, même de bonne volonté et sensibles à la question environnementale de changer leurs habitudes de consommation et de « renoncer à ce que le marché leur offre ». Si au commencement l'éducation à l'environnement concernait surtout l'information scientifique et la sensibilisation aux risques environnementaux, à présent cette éducation tend à inclure une critique des « mythes » de la modernité (individualisme, progrès indéfini, concurrence, consumérisme, marché sans règles), fondés sur la raison instrumentale. Cette éducation doit s'étendre d'après François à différents domaines : interne avec soi-même, solidaire avec les autres, naturel avec tous les êtres vivants et spirituel avec Dieu. Il propose de faire grandir la solidarité « dans la responsabilité et dans la protection fondée sur la compassion ». Si les lois et normes (pour protéger l'environnement) sont importantes, François estime qu'elles sont insuffisantes, qu'il faut également un « changement personnel » (de chacun). Il estime que les « petites actions quotidiennes », même si elles semblent insignifiantes, changent le monde car ces petites actions sont « très nobles », qu'elles cultivent en nous de solides vertus permettant le don de soi dans l'engagement écologique, et répandent un bien dans la société qui produit des fruits au-delà de ce que nous pouvons constater, voire de façon invisible. Pour lui, nos actions (écologiques) qui sont animées par de profondes motivations, peuvent être un acte d’amour qui expriment notre dignité.
Si le pape souligne que les milieux éducatifs sont divers (école, famille, catéchèse, etc.), il souligne le rôle central de la famille, lieu d'accueil et de protection de la vie, lieu de la croissance humaine, de la formation intégrale. Pour le pape, l’Église a également un rôle d'éducation et de contrôle des atteintes à l'environnement, il dit « nous avons besoin de nous contrôler et de nous éduquer les uns les autres ». Enfin, pour permettre cette conversion écologique via l'éducation, François insiste sur l'importance de remplacer le paradigme de « l'utilité » (de la nature et des ressources naturelles) transmis par le système économique, par un autre paradigme, comme « la beauté », sinon, l'éducation sera inefficace et les changements profonds de société ne pourront être mis en œuvre.

#### La conversion écologique
Le pape développe ensuite les grandes lignes d'une « spiritualité écologique », estimant que le renouvellement de l'humanité ne peut se faire sans une motivation qui vienne de la spiritualité, de la mystique, « des mobiles intérieurs qui poussent, motivent, encouragent et donnent sens à l'action personnelle et communautaire ». Pour mettre en place la conversion écologique, il enjoint à tous les chrétiens de « laisser jaillir toutes les conséquences de leur rencontre avec Jésus-Christ sur les relations avec le monde qui les entoure ». Dans un cheminement spirituel, le pape invite à une conversion de notre relation avec la nature, en débutant par une réconciliation, en reconnaissant que nous « offensons la création de Dieu par nos actions et notre incapacité d'agir », il invite à un « changement de cœur ». Il appelle ainsi à une conversion, tant personnelle que communautaire pour permettre de dépasser les limites individuelles et générer une coopération et des actions d'échelles.
Cette protection de la nature que François souhaite « généreuse et pleine de tendresse » implique pour lui la gratitude et la gratuité. Le monde que nous avons reçu gratuitement « de l'amour du Père », implique pour nous aussi des actions gratuites, même invisibles. Pour lui, notre conversion implique également une contemplation de la nature « en reconnaissant les liens par lesquels le Père nous a unis à tous les êtres », en retrouvant « cette fraternité sublime avec toute la création que saint François d’Assise a vécue ».

#### Joie et paix
François invite à la sobriété, vécue avec liberté et de manière consciente pour nous libérer de la consommation et de l'accumulation de biens qui nous enferment et nous rendent malheureux. Pour le pape, goûter chaque moment, jouir des choses simples, apprendre à entrer en contact, valoriser les personnes que nous croisons et rencontrons, déployer ses talents dans le service, la musique, l'art, le contact avec la nature ou dans la prière est source d'une joie et d'une paix que l'on ne peut pas trouver dans la recherche continuelle de plaisirs ou la consommation de biens. Pour « mûrir dans une sobriété heureuse », le pape invite à développer la sobriété et l'humilité. Cette dernière ayant été mise à mal par « un siècle de volonté de puissance », ne dispose plus d'un regard positif d'après le pape. L'affaiblissement des vertus dans l'homme crée un « déséquilibre personnel », entrainant d'autres déséquilibres, y compris écologiques. Pour le pape il faut donc s'attaquer à ramener la paix à l'intérieur des personnes pour retrouver le sens du bien commun et la préservation de l'environnement. Ce qu'il résume en disant que l'« écologie intégrale implique de consacrer un peu de temps à retrouver l’harmonie sereine avec la création, à réfléchir sur notre style de vie et sur nos idéaux, à contempler le Créateur ». Pour cette « conversion du cœur », le pape invite à prendre Jésus en exemple : « Jésus pleinement présent à chaque être humain ». Il invite également à dire une bénédiction avant et après les repas, pour faire grandir notre gratitude pour le don de la création et reconnaitre le travail de ceux qui nous fournissent ces biens.

#### Amour civil et politique
François affirme que la protection de la nature implique une capacité de cohabitation et de communion, un amour fraternel qui ne peut être que gratuit. Il appelle à une fraternité universelle basée sur la vertu de la gratuité et de l'amour, nous enjoignant à quitter la dégradation morale de nos société qui amène les hommes à se moquer de l'éthique, de la bonté, de la foi, de l'honnêteté. Pour lui, cela a entrainé une « destruction de tout fondement de la vie sociale », nous opposant les uns aux autres dans de nouvelles formes de violences et de cruauté, empêchant une vraie culture de protection de l'environnement. À l'exemple de sainte Thérèse de Lisieux, le pape invite chaque homme à « ne pas perdre l'occasion d'un mot aimable, d'un sourire, de n'importe quel petit geste qui sème la paix et l'amitié », de rompre avec la logique de la violence, de l'exploitation, de l'égoïsme. Le pape invite à développer l'amour de la société et à s'engager pour le bien commun, cherchant à réaliser ainsi une « civilisation de l'amour ». S'il reconnait que tout le monde n'est pas appelé à travailler directement en politique, François invite chaque citoyen à s'investir localement, dans des associations ou des ONG, pour une préservation de l'environnement naturel et urbain, créant ainsi du lien social, une histoire commune, un lien solidaire et « la conscience d’habiter une maison commune que Dieu nous a prêtée ».

#### Les signes sacramentaux et le repos pour célébrer
Le pape invite à rechercher et contempler Dieu dans la création dans chaque élément de la nature car « le mystique fait l’expérience de la connexion intime qui existe entre Dieu et tous les êtres, et ainsi il sent que Dieu est toutes les choses ». De même, pour le pape, les sacrements aident le chrétien à comprendre « la manière dont la nature est assumée par Dieu et devient médiation de la vie surnaturelle ». La nature, la corporéité sont valorisées dans l’acte liturgique, et dans l'Eucharistie, c'est toute la création qui se trouve élevée, c'est « tout le cosmos qui rend grâce à Dieu ». C’est pourquoi le pape affirme que l’Eucharistie est « source de lumière et de motivation pour nos préoccupations concernant l’environnement ». Ainsi, le dimanche, « jour de la résurrection », annonce le « repos éternel de l'homme en Dieu ». Ce repos contemplatif n'est pas « inactivité » pour le pape, mais ce repos donne un sens à toute l’œuvre réalisée par l'homme durant la semaine, ouvrant son regard vers les droits des autres,.

#### La Trinité et la relation entre les créatures

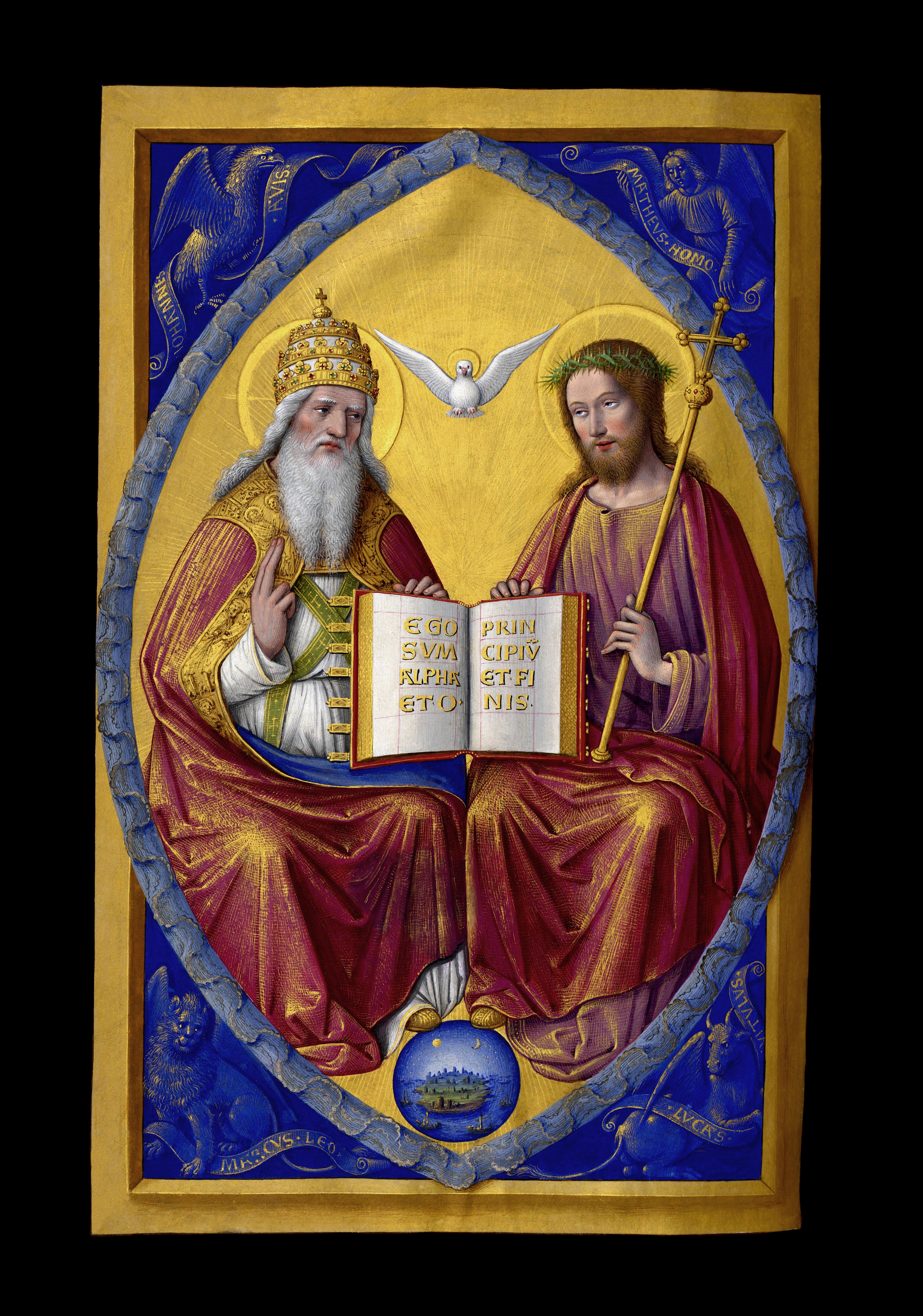
La Trinité, Grandes Heures d'Anne de Bretagne

Le pape rappelle que dans la foi chrétienne « Dieu est un et Trine ». Il dit que les relations que nous voyons entre les êtres et/ou la création, ces relations nous témoignent des relations entre les membres de la Trinité, comme des relations entre la création et son créateur. Il nous invite, dans notre contemplation de ces multiples connexions, à « découvrir une clé de notre propre épanouissement ».

#### La Reine de toute la création
François rappelle la figure de la Vierge Marie « Mère et Reine de toute la création », qui désormais prend soin « de ce monde blessé, avec affection et douleur maternelles » comme elle a pris soin de Jésus. Elle compatit à la souffrance des pauvres crucifiés et des créatures de ce monde saccagées par le pouvoir humain. Le pape invite à « lui demander de nous aider à regarder ce monde avec des yeux plus avisés ». Il évoque également la figure de saint Joseph, homme juste, travailleur, fort, qui a défendu par son travail et par sa généreuse présence Marie et Jésus, et qui, selon lui, peut « nous enseigner à protéger, nous motiver à travailler avec générosité et tendresse pour prendre soin de ce monde que Dieu nous a confié ».

#### Au-delà du soleil
Le pape évoque la perspective chrétienne de la vie éternelle, où tout homme se retrouvera « face à face avec la beauté infinie de Dieu » et où nous pourrons relire dans « une heureuse admiration, le mystère de l’univers qui participera avec nous à la plénitude sans fin ». Pour François, « la vie éternelle sera un émerveillement partagé, où chaque créature, transformée d’une manière lumineuse, occupera sa place et aura quelque chose à apporter aux pauvres définitivement libérés. ». Mais en attendant, il nous invite à travailler et agir sur un chemin de lutte pour notre planète, chemin qui « ne nous enlève pas la joie de l’espérance », confiant dans un Dieu, qui nous aime, qui continue d'être présent, qui ne nous abandonne pas et ne nous laisse pas seul.
Le texte se termine avec deux prières « Prière pour notre terre » à destination de tous les croyants monothéistes et « Prière chrétienne avec la création », plus spécifiquement destinée au chrétiens.

## Incident et réactions

### Incident pré-publication
Ce texte a suscité une forte attente, au point que le journaliste Sandro Magister a brisé l'embargo pour publier un avant-projet intégral sur le site du magazine italien L'Espresso le 15 juin 2015. Cette publication a valu au vaticaniste de se faire retirer le jour même son accréditation auprès du bureau de presse du Saint-Siège.

### Publication internationale
Afin de faciliter la lecture du texte pour tout un chacun, le texte a été diffusé (le 24 mai) en huit langues : arabe, allemand, anglais, espagnol, français, italien, polonais et portugais,.
L'institut missionnaire de Saint-Colomban a même prévu une traduction du texte en ourdou, langue officielle du Pakistan également parlée en Inde du Nord.
L'encyclique a été publiée sur le site web du Vatican.
Elle a également fait l'objet d'une coédition papier chez les trois éditeurs français historiques des textes du Vatican (Le Cerf, Bayard et Mame). De nombreux autres acteurs de l'édition religieuse francophone ont également publiés une version du document (Salvator, Éditions de l’Emmanuel, Téqui, Parole & Silence, Qasar). L'ouvrage tiré à 70 000 exemplaires, le livre s'est placé au bout de 2 semaines de vente en 4e position du TOP 20 des meilleures ventes. À la fin juillet 2015, les ventes de l'ouvrage sont estimées, en France, à plus de 100 000 exemplaires.
En France, deux mois après la sortie de l'encyclique, on estime qu'elle s'est déjà écoulée à 150 000 exemplaires. Elle se classe de fait dans les best-sellers de l'année 2015.

### Réactions à la publication
L'annonce de la publication de cette encyclique a entraîné une série de réactions au niveau international. Selon le Centre de recherche et d'action sociales, il s'agit sans doute du document magistériel le plus important depuis le concile Vatican II.
Laurent Fabius, ministre des affaires étrangères et du développement international et président de la COP21 a déclaré : « Je salue la publication de l’encyclique Laudato si’ de Sa Sainteté le Pape François, première encyclique de l’histoire de l’Église catholique consacrée à la question écologique. Son titre, tiré des écrits de saint François d’Assise, et son statut (il s’agit du document de la valeur la plus élevée que puisse produire le Souverain Pontife), témoignent de l’importance accordée à la protection de l’environnement par le Pape. En cette année décisive pour la lutte contre le dérèglement climatique, ce geste sans précédent contribuera à renforcer la mobilisation de la communauté chrétienne et plus largement de l’ensemble des citoyens du monde qui sont sensibles aux messages du Pape. C’est donc une contribution importante pour le succès de la COP21. »
François Hollande a « formé le vœu que la voix particulière du Souverain Pontife soit entendue sur tous les continents, au-delà des seuls croyants. […] À l'heure où la France se prépare à accueillir les négociations climatiques, je tiens à saluer cet appel à l'opinion publique mondiale comme à ses gouvernants ».
Christiana Figueres, secrétaire exécutive de la Convention-cadre des Nations unies sur les changements climatiques (CCNUCC), a jugé que l'encyclique donnait un formidable élan aux gouvernements pour conclure un accord ambitieux lors de la prochaine conférence internationale sur le climat, qui aura lieu du 30 novembre au 11 décembre 2015 à Paris (COP21).
Barack Obama a déclaré : « J'admire profondément la décision du pape d'appeler à l'action sur le changement climatique de manière claire, forte, et avec toute l'autorité morale que sa position lui confère ». Il s'est dit prêt à évoquer la question du climat en septembre, lorsque François se rendra à Washington.
Achim Steiner, directeur exécutif du PNUE (programme de l'ONU) considère que l’encyclique « tire une sonnette d’alarme qui ne résonne pas seulement auprès des catholiques, mais aussi des autres habitants de la planète. La science et la religion s’entendent sur un point : "il faut agir maintenant" »
Kofi Annan, président de l’Africa Progress Panel et ancien secrétaire général des Nations unies, a félicité le pape « pour son grand leadership moral et éthique […] Nous avons besoin encore plus d’un tel leadership inspiré. Le trouverons-nous au sommet de Paris sur le climat ? ».
De nombreux responsables religieux ont également réagi comme le cardinal Philippe Barbarin et plusieurs évêques français, mais aussi le patriarche Bartholomée Ier de Constantinople et le pasteur Martin Junge, secrétaire général de la Fédération luthérienne mondiale.
Thierry Jaccaud, rédacteur en chef de la revue L'Écologiste, a déclaré que cette encyclique est « un événement » et que « si les catholiques commençaient à appliquer ce que leur demande le pape, un immense progrès serait accompli. Un vrai progrès. »

### Analyse de Jean-Yves Naudet
Jean-Yves Naudet, professeur émérite de l'Université d’Aix-Marseille, président de l'Association des économistes catholiques (AEC), membre de l’Académie catholique de France, remarque que l'encyclique a provoqué, à côté de réactions enthousiastes, beaucoup de réactions négatives de la part de ceux qu'il appelle les « papo-sceptiques ». Les critiques portent sur trois points :
- le pape François romprait avec la doctrine sociale de l’Église et donc avec l'enseignement de ses prédécesseurs ;
- le pape aurait condamné l'économie de marché et se situerait dans une tout autre logique économique ;
- le pape s'alignerait sur des thèses scientifiquement contestables à propos du réchauffement climatique.

Jean-Yves Naudet affirme que ces critiques ne sont pas fondées.

### Critique sur la question démographique
Deux chercheurs californiens, le biologiste Paul Ehrlich (université Stanford) et le spécialiste des ressources et de l’énergie John Harte (université de Berkeley), contestent le passage de l'encyclique sur le contrôle des naissances qui déclare :  « S’il est vrai que la répartition inégale de la population et des ressources disponibles crée des obstacles au développement et à l’utilisation durable de l’environnement, il faut reconnaître que la croissance démographique est pleinement compatible avec un développement intégral et solidaire. Accuser l’augmentation de la population et non le consumérisme extrême et sélectif de certains est une façon de ne pas affronter les problèmes ». Selon Paul Ehrlich et John Harte, « un regard attentif à la complexité des divers aspects (démographiques, biophysiques, économiques et sociaux) de la situation mondiale de l’environnement révèle que la croissance démographique n’est pas compatible avec l’idée d’un développement équitable ou durable ». À la suite du message du Pape François, certaines communautés religieuses se sont converties à l'écologie intégrale. En France, les frères de la Communauté Saint-Jean, à Vion, pratiquent l'écologie intégrale. Afin de prendre soin de l'humain, de la terre et du partage. Les frères utilisent les techniques d'autrefois avec les nouvelles méthodes pour pouvoir produire localement sur 4 hectares ce qu'ils consomment.

## Suites

### Conférence de Paris de 2015 sur les changements climatiques
Selon Nicolas Hulot, l'encyclique Laudato si' a très certainement contribué au succès de la COP 21.
Ségolène Royal, ministre française de l'écologie, à l'occasion de son passage au Vatican le 16 octobre 2016 (dans le cadre de la canonisation de Salomon Leclercq et d'Élisabeth de la Trinité), a remercié le pape François et insisté sur « le grand rôle joué dans la dynamique de l'accord de Paris » de décembre 2015, notamment avec la publication de l'encyclique Laudato Si'  qu'elle qualifie « d'un texte remarquable qui a une portée universelle », et note qu'il constitue « un appel à l'action ».

### Un impact tangible sur les organisations catholiques
En France, l'encyclique a contribué à l'émergence du label Église verte pour les communautés chrétiennes.
Elle a également participé à l'émergence d'une écologie catholique chez les pratiquants.
Une étude européenne menée par l'Alliance Laudato Si' européenne (ELSiA) a révélé que l'encyclique a eu un impact tangible sur 95 % des organisations catholiques en Europe. Pour 36 % d'entre elles, cela a conduit à des changements substantiels ou des transformations intégrales. 82 % des organisations ont rapporté travailler avec d’autres groupes confessionnels et non confessionnels. L’implication de bénévoles est un autre fait marquant, avec 93 % des initiatives comptant sur le bénévolat

### Exhortation apostoliqueLaudate deum
Le 21 août 2023, François annonce qu'il travaille sur un second volet de l'encyclique, conçu comme une « mise à jour » tenant compte des réalités les plus récentes ; en particulier, selon Matteo Bruni, des récentes crises climatiques.

### Encyclique
1. 1 2  François 2015, § 8-9.
2. ↑  François 2015, § 85
3. ↑  François 2015, § 105, 108, 115, 203 et 219
4. ↑  François 2015, § 3.
5. ↑  François 2015, § 10-12.
6. 1 2 3  François 2015, § 13.
7. ↑  François 2015, § 15-16.
8. 1 2  François 2015, § 4.
9. ↑  François 2015, § 11.
10. 1 2  François 2015, § 6, citant Benoît XVI.
11. ↑  François 2015, § 9.
12. ↑  François 2015, § 12.
13. ↑  François 2015, § 14.
14. ↑  François 2015, § 18.
15. ↑  François 2015, § 19.
16. ↑  François 2015, § 22.
17. ↑  François 2015, § 20.
18. ↑  François 2015, § 23.
19. ↑  François 2015, § 25.
20. ↑  François 2015, § 27.
21. ↑  François 2015, § 28.
22. ↑  François 2015, § 29-30.
23. ↑  François 2015, § 31.
24. ↑  François 2015, § 40-41.
25. ↑  François 2015, § 32.
26. ↑  François 2015, § 34.
27. ↑  François 2015, § 35.
28. ↑  François 2015, § 36.
29. ↑  François 2015, § 38.
30. ↑  François 2015, § 43.
31. ↑  François 2015, § 44.
32. ↑  François 2015, § 45.
33. ↑  François 2015, § 46.
34. ↑  François 2015, § 47.
35. ↑  François 2015, § 48-50.
36. ↑  François 2015, § 51-52.
37. ↑  François 2015, § 53-54.
38. ↑  François 2015, § 55-56.
39. ↑  François 2015, § 57.
40. ↑  François 2015, § 58-59.
41. ↑  François 2015, § 60-61.
42. ↑  François 2015, § 63-64.
43. ↑  François 2015, § 65.
44. ↑  François 2015, § 66.
45. ↑  François 2015, § 67.
46. ↑  François 2015, § 68-69.
47. ↑  François 2015, § 70-71.
48. ↑  François 2015, § 73-75.
49. ↑  François 2015, § 76-77.
50. ↑  François 2015, § 78-79.
51. ↑  François 2015, § 80-82.
52. ↑  François 2015, § 84-85.
53. ↑  François 2015, § 86-88.
54. 1 2  François 2015, § 89-90.
55. 1 2  François 2015, § 91-92.
56. ↑  François 2015, § 93-95.
57. ↑  François 2015, § 102-103.
58. ↑  François 2015, § 104-105.
59. ↑  François 2015, § 106-107.
60. ↑  François 2015, § 108-109.
61. ↑  François 2015, § 110-111.
62. ↑  François 2015, § 112-114.
63. ↑  François 2015, § 115-116.
64. ↑  François 2015, § 117-118.
65. ↑  François 2015, § 119-120.
66. ↑  François 2015, § 122-123.
67. ↑  François 2015, § 124-127.
68. ↑  François 2015, § 128-129.
69. ↑  François 2015, § 130-131.
70. ↑  François 2015, § 132-134.
71. ↑  François 2015, § 135-136.
72. ↑  François 2015, § 138-139.
73. ↑  François 2015, § 140-142.
74. ↑  François 2015, § 143-144.
75. ↑  François 2015, § 145-146.
76. ↑  François 2015, § 147-148.
77. ↑  François 2015, § 149-150.
78. ↑  François 2015, § 151-152.
79. ↑  François 2015, § 153-154.
80. ↑  François 2015, § 155.
81. ↑  François 2015, § 156-158.
82. ↑  François 2015, § 159-160.
83. ↑  François 2015, § 161-162.
84. ↑  François 2015, § 164-165.
85. ↑  François 2015, § 166-168.
86. ↑  François 2015, § 169-170.
87. ↑  François 2015, § 171-173.
88. ↑  François 2015, § 174-175.
89. ↑  François 2015, § 177-179.
90. ↑  François 2015, § 180-181.
91. ↑  François 2015, § 183.
92. ↑  François 2015, § 184-185.
93. ↑  François 2015, § 186-188.
94. ↑  François 2015, § 189-190.
95. ↑  François 2015, § 191-193.
96. ↑  François 2015, § 194-195.
97. ↑  François 2015, § 196-198.
98. ↑  François 2015, § 199-201.
99. ↑  François 2015, § 203-204.
100. ↑  François 2015, § 205-206.
101. ↑  François 2015, § 207-208.
102. ↑  François 2015, § 209-210.
103. ↑  François 2015, § 211-212.
104. ↑  François 2015, § 213-215.
105. ↑  François 2015, § 216-217.
106. ↑  François 2015, § 218-219.
107. ↑  François 2015, § 220-221.
108. ↑  François 2015, § 222-223.
109. ↑  François 2015, § 224-225.
110. ↑  François 2015, § 226-227.
111. ↑  François 2015, § 228-229.
112. ↑  François 2015, § 230-232.
113. ↑  François 2015, § 233-234.
114. ↑  François 2015, § 235-236.
115. ↑  François 2015, § 237.
116. ↑  François 2015, § 238-240.
117. ↑  François 2015, § 241-242.
118. ↑  François 2015, § 243-245.
119. ↑  François 2015, § 246, p. 184-187.